# 旧制高等学校

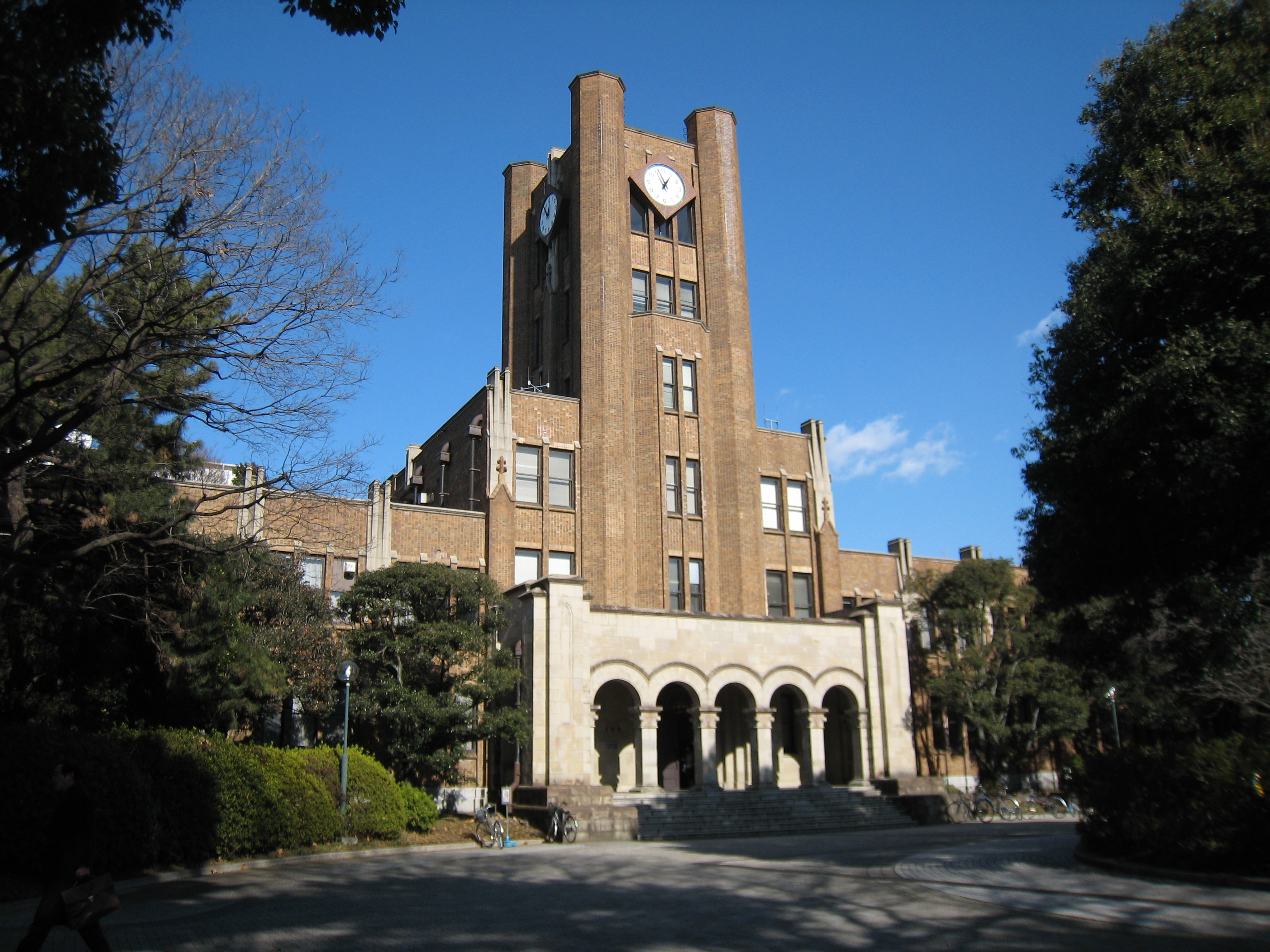
旧制第一高等学校本館
（現：東京大学教養学部1号館）

旧制高等学校（きゅうせいこうとうがっこう、旧字体：舊制高等學校󠄁）は、明治時代から昭和時代前期にかけての日本に存在した高等教育機関。存続時期のほとんどにおいて、帝国大学を中心とする官公立の旧制大学学部への進学のための予備教育（現在の大学教養課程に相当）を、男子のみに対して行った。
旧制高等学校は、中学校令（1886年）に基づく官立高等中学校が高等学校令（1894年）により改組されて発足した。当初は、尋常中学校卒業程度の者を対象に専門教育を行う学部（4年制）と帝国大学進学のための予備教育を施す大学予科（3年制）の2部門で構成されたが、やがて前者を分離・廃止して後者のみからなる3年制の機関へ変化した。1918年の改正高等学校令では「男子の高等普通教育を完成する機関」と定義され、尋常小学校卒業程度の者を対象とする尋常科（4年制）と中学校4年修了程度を対象とする高等科（3年制）を備えた7年制高等学校が創出され、設置条件が緩和されたことで学校数も増加した。在籍者は帝国大学への進学を保証されたため、旧制高等学校は戦前の日本社会ではエリート層の揺籃の場として認識され、当時の社会制度の根底を支える役割も果たしたが、太平洋戦争下で修業年限短縮などの統制を経て、戦後の連合国軍占領下にて民主化政策の一環として実施された学制改革により、学校教育法に基づく大学（新制大学）へ統合・継承される形で1950年に廃止された。
なお、学校教育法に基づく現在の高等学校（新制高等学校）は（後期）中等教育機関であり、旧制の学制においては5年制の旧制中等教育学校（その代表格が旧制中学校）の後半がそれに相当する。

## 高等学校の基本的性格

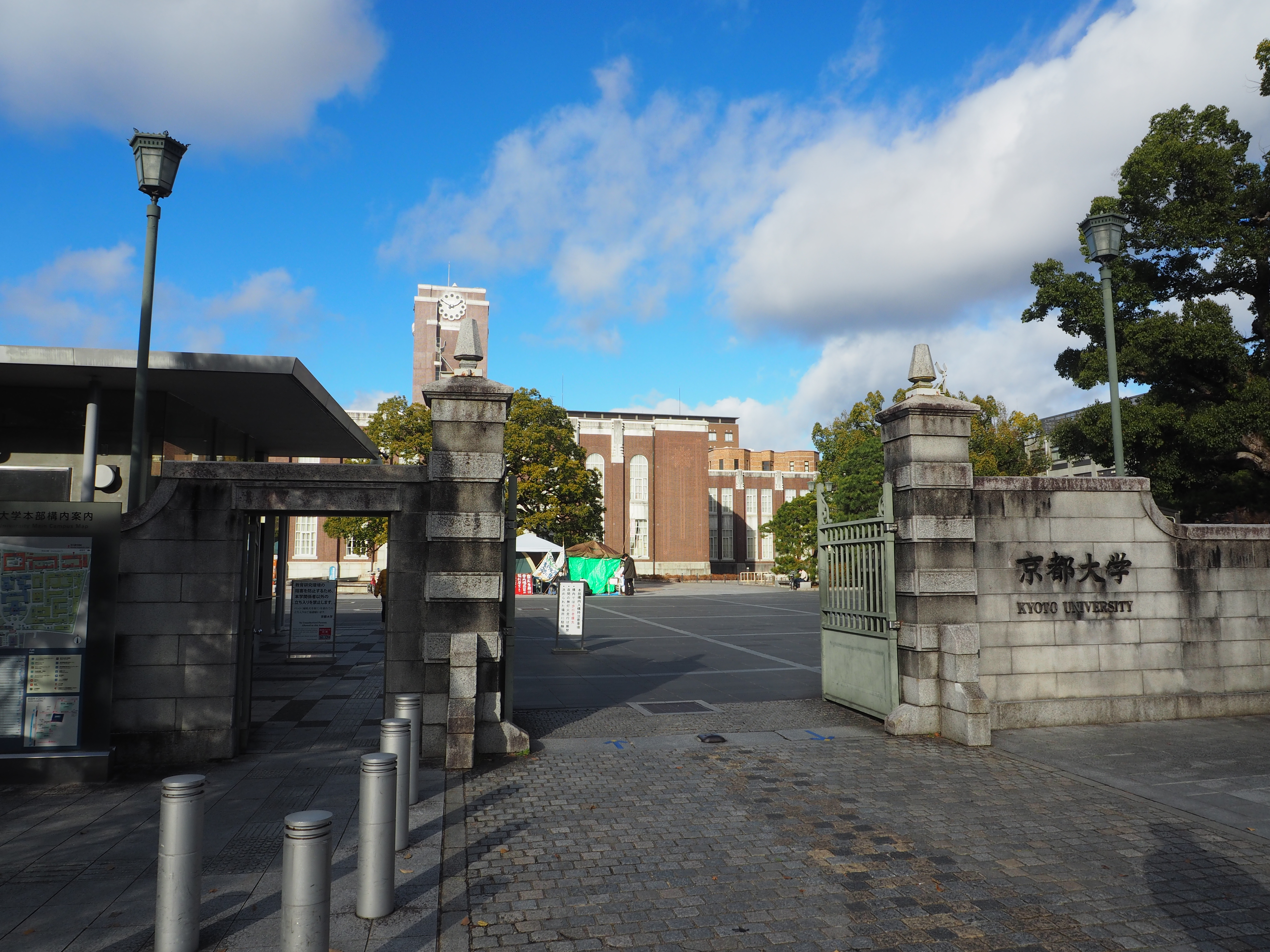
現在の京都大学本部構内正門は、1889年に第三高等中学校正門として建設された。

旧制高校の基本的な骨格は、1886年の中学校令により設立された第一から第五、山口、鹿児島の7官立高等中学校のうち、鹿児島を除く6校が1894年の高等学校令によって改組されたときに完成した。同令では、専門学科の教育を行う機関と定義され、但し書きによって帝国大学入学者のための予科教育が規定された。専門学科は英米のカレッジを手本に、専門教育を授けることを主要目的とし、「地方における最高学府」（地方大学）としての役割が期待され、初期に設立された第一から第五高等学校には、当初は専門学科が置かれた。高等学校令に定義された専門学科の教育機関としての性格をそのまま反映した例が第三高等学校である。同校は開校当初、法・工・医学部の専門学部のみで構成され、大学予科を設置していなかった唯一の例である。
この改組により、帝国大学への予備教育を行う高等中学校本科は高等学校大学予科に名称を改め、修業年限が2年制から1年延長された3年制となった。専門学部は3年制から4年制（ただし、医学科のみ4年制のまま）に移行するが、後に学部は順次廃止（帝国大学昇格）ないし専門学校として分離され、高等学校のコースは帝国大学への予備教育を行う大学予科のみとなった。
1895年、西園寺公望は日清戦争で得た賠償金を元に、第三高等学校を京都帝国大学へ昇格させる提案を行った。そこで、第三高等学校大学予科を東一条通の南側（現在の京大吉田南キャンパス）に設置し、第三高等学校法学部および工学部の土地・建物・設備を京都帝国大学が利用するという案が採用され、翌年予算処置が可決された。
1897年6月18日、京都帝国大学設立に関する勅令が制定され、京都帝国大学が発足する。岡山にあった第三高等学校医学部 は1901年に岡山医学専門学校として分離独立した。そのほかの高等学校でも、専門学部と大学予科は完全分離され、高等学校は帝国大学への予備教育のみを行う高等教育機関となった。旧制高等学校専門学部の地方における高等専門教育機関としての役割は、後に、各地で増設されることになる帝国大学や旧制専門学校が担うことになった。
1918年に改正された高等学校令では、男子の国民道徳を充実させ、高等普通教育を完成することが目的とされ、中学校4年履修と高等学校3年履修を合体した7年制高等学校が定められたほか、大学予科は高等科に改称された。公立や私立の高等学校設立も認められるようになり各地で次々に高等学校が増設され、第二次世界大戦終結後まで高等学校の独特な組織文化は発展を遂げた。
これら高等学校のエッセンスは帝国大学への進学保証制度であった。旧制中学校が入学定員数を順次増加していったのに対し、旧制高校はそれをせず、1学年の定員と帝国大学のそれとは戦前期を通じてほぼ1対1であったため、高等学校の卒業証書さえあれば、専攻を選ばない限り、どこかの帝国大学に無試験で入学できた（ただし、医学部など入学試験を課すところもあった）。こうした「身分保証」があったため、勉強はそこそこに学生生活を謳歌した学生もいた。同じ学年に3年留まると放校（退学）となるため、「計画的」に高等科3年間の修業年限を1回ずつ落第し6年居続けた猛者もいたという。戦前の高等教育機関の熾烈な受験競争は大学ではなく高等学校にあった。川端康成『伊豆の踊子』に登場する一高生に描写されたように旧制高校に入学した段階で社会的にはエリートとしてみなされた。
なお、旧制高等学校と類似した教育機関として大学に附属する大学予科があるが、大学予科は大学令により規定されており、当該旧制大学の併設学部への進学を前提にする点などが、旧制高等学校と大きく異なる。特に、私立大学については、原則として各大学に附設の予科からの進学者で学部生を確保していた。
旧制高校では3年次に数学科を選択することができた。旧制高校の教授内容は今の大学1-2年とほぼ変わらない一方、2020年代の高校生よりも遅れて実習している部分も多い。

## 歴史

### 発足

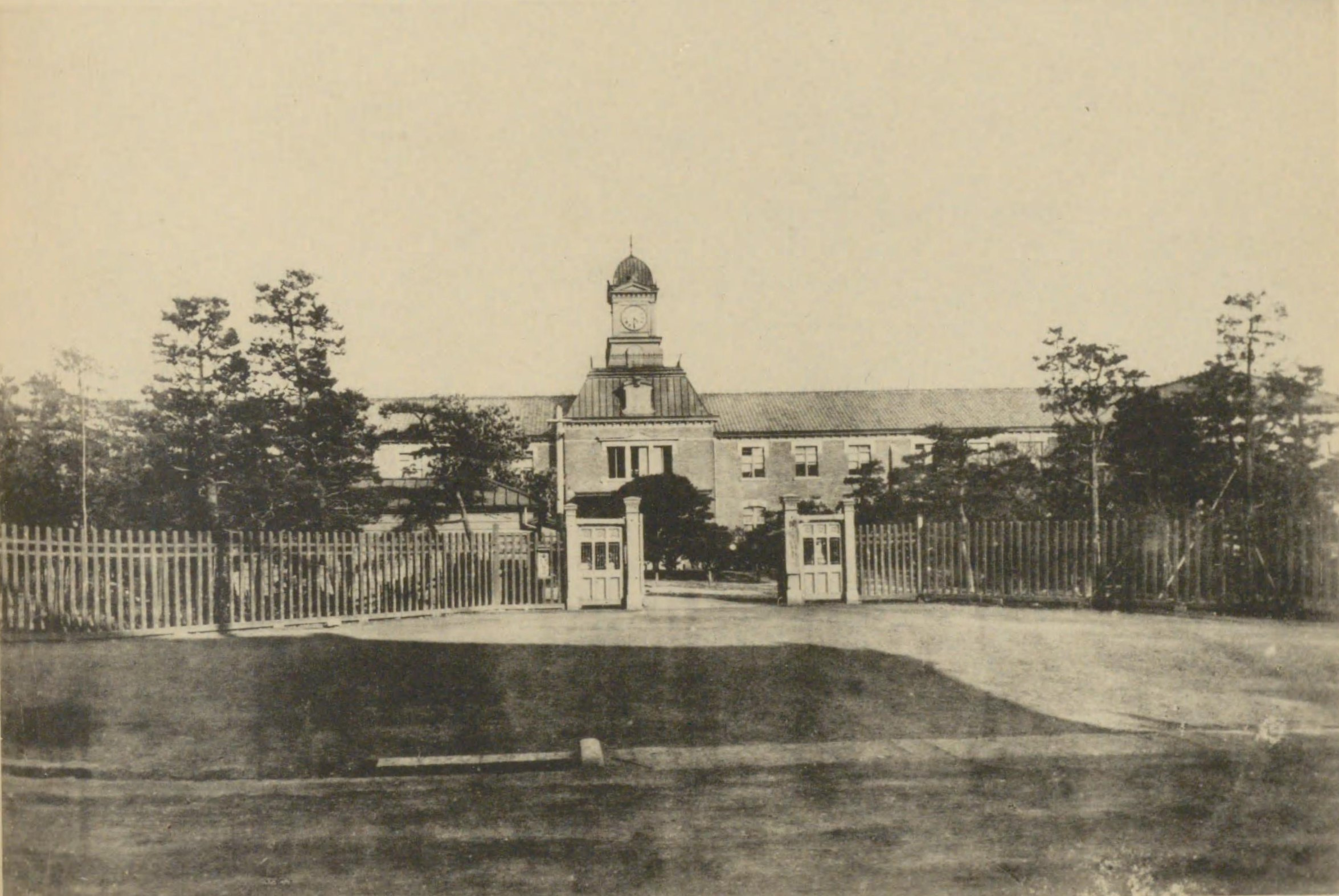
旧制第一高等学校本館（向陵）

旧制高等学校の淵源は文部省が東京に設置した東京大学予備門である。東京大学の初期の教官は「大臣よりも高い」俸給で雇われた欧米のお雇い外国人たちが占め、カリキュラムはヨーロッパの大学に倣い、教科書、授業、ノート、答案はすべて外国語という状態であった。このため、専門教育を受けるためには、まず、英語やドイツ語等の高い語学能力が不可欠であり、これを身につける予備教育機関として作られたのが大学予備門であった。
1881年（明治14年）の政変で大隈重信を失脚させて実権をにぎった伊藤博文らは、官僚機構を整備するため、東京にある官立諸学校を文部省の作った東京大学に全て併合し、唯一の総合大学である「帝国大学」と改め、ここを官吏、学者の養成学校とした。1886年（明治19年）の帝国大学令により東京大学が「帝国大学」に改組すると、同年4月10日に中学校令が公布され、帝国大学の予備教育機関としての官立高等中学校が全国5学区および山口と鹿児島にそれぞれ置かれることになった。
東京大学予備門は第一学区（関東地方およびその周辺地域）の第一高等中学校に、大阪の大学分校は第三高等中学校（のちに京都に移転）に、山口中学校は山口高等中学校に改められた。翌1887年（明治20年）、第二高等中学校（仙台）・第四高等中学校（金沢）・第五高等中学校（熊本）・鹿児島高等中学造士館が相次いで設立された。

### 誘致合戦

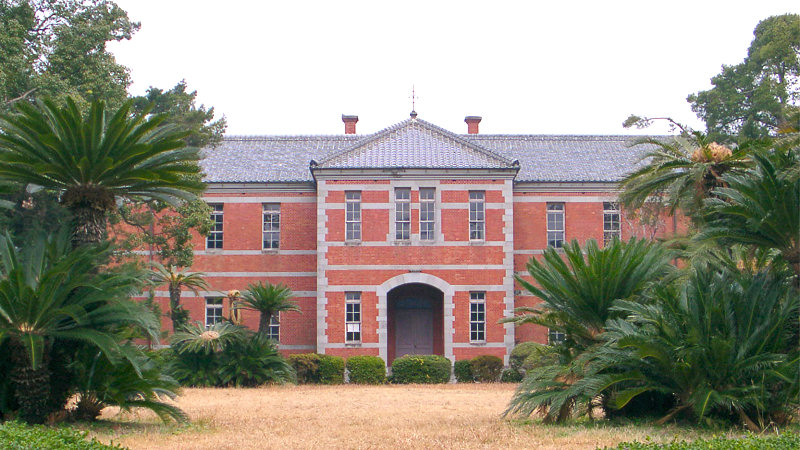
旧制第五高等学校本館

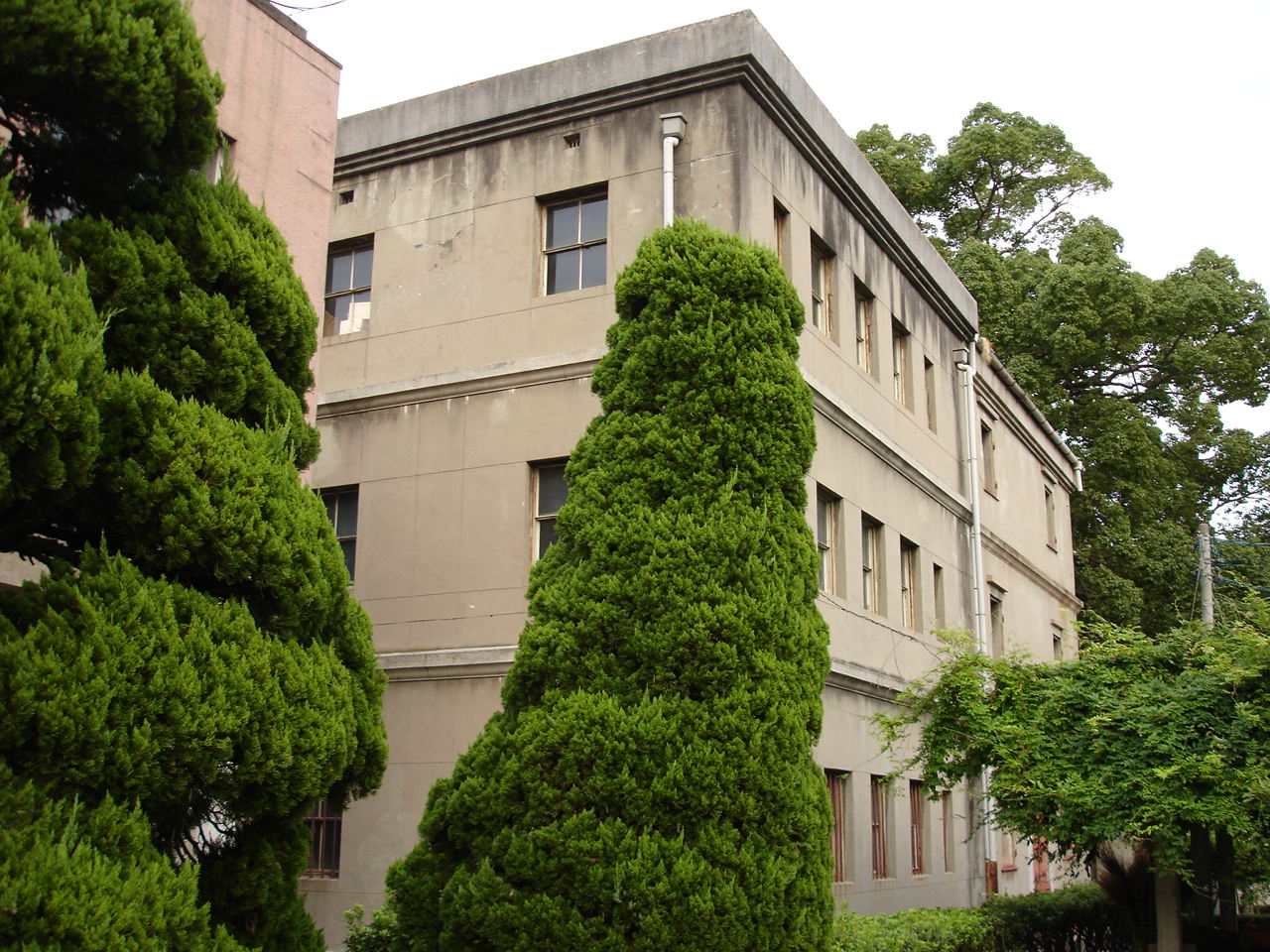
旧制第六高等学校書庫

明治期に創設された第一高等学校から第八高等学校までは、早期から政財界に卒業生を送り込み、後発の学校よりも優位に立ったため、他との区別で、特に「ナンバースクール」（「n高」から）と呼ばれた。各校に付されている数字は第一から第五までは当時の学区（時期により変遷した）の番号であり、第六から第八までは設立順となっている。1897年（明治30年）4月には学区制が撤廃され、学区に縛られることなく高等学校の受験が可能となった。
このため、新制に移行した後も、「ナンバースクール=エリート校」という尊称のような慣用句的用法として残り、各自治体での旧制中学時代も含んだ主に公立高校を中心（一部では私立高校でも）に、数字の付された学校をローカルに「○○のナンバースクール」などと呼ぶことがある。
第六高等学校以降は地元の誘致の熱意もその設立に大きな影響を与えた。第六高等学校の誘致には岡山と広島がその座を争い、帝国議会では両県の代議士が議場の外で掴み合いになったほどといわれている。
第七高等学校の場合は、松本に内定していたのが、諸般の事情で、急遽、鹿児島に代わり、また、第九高等学校の設立を巡っては新潟と松本の間で熾烈な誘致合戦が起こり、両地域間の中傷合戦に至る泥仕合と化したが、最終的に「第九高等学校」の命名は避けられ、新潟高等学校および松本高等学校と地名をつけることで決着した。
以後の高校設立に際してはこの事態を考慮し、学校所在地に倣った命名になった。これらを先の「ナンバースクール」との対比・区別の意味で、「地名校」あるいは「ネームスクール」と呼ぶ場合もある。
旧制高校の各校間には伝統の長短はあったものの、官公私立を問わず、いずれの学校も地域のエリート校として誇りの存在とされ、学校差は少なかった。

### 第二次高等学校令（高等学校令改正）
第一次世界大戦の好景気に沸き、同時に工業力の大発展を遂げた日本は、帝国大学の増設や学生定員の増加が社会的に求められることとなった。これに対応して高等学校の数も増やす必要が生じるに至り、1918年（大正7年）、原敬内閣の下で「高等諸学校創設及拡張計画」が4450万円の莫大な追加予算を伴って帝国議会に提出され、可決された。同計画では、大正8年から6年計画で、官立高等学校10校、官立高等工業学校6校、官立高等農林（農業）学校4校、官立高等商業学校7校、外国語学校1校、薬学専門学校1校の新設、帝国大学4学部の設置、医科大学5校の昇格、商科大学1校の昇格であり、その後、この計画はほぼ実現された。第二次高等学校令はその一環として1918年（大正7年）12月6日に公布され、翌1919年（大正8年）4月1日に施行された。高等学校の性質については「高等学校ハ高等普通教育ヲ授クル所トス」とされ、尋常科4年・高等科3年の7年制を基本とし、例外的に高等科だけの学校も認めるとした。
尋常科の入学資格は6年制の尋常小学校（国民学校初等科）卒業程度とし、中学校の課程に相当するので予科の設置が認められた。そのため、7年制高等学校（尋常科4年・高等科3年）は制度的に高等教育機関と位置づけられているものの、実質的には一つの学校で中等・高等教育機関を兼ねていた。また、明治時代に宮内省が華族の子弟の教育のために設立した学習院も、1921年以降、高等学校令中の官立高等学校に関する規定を適用 するとされ、制度的に高等学校と同等の学校として位置づけられた。
高等科の入学資格は、高等学校尋常科4年修了または中学校第4学年修了程度（改正前は当時5年制であった中学校卒業程度）とし、年限短縮を実現した。この修業年限短縮は以前から高等学校制度改革の根本にあったものである。このため、高等学校進学希望者は4年修了見込で高等学校を受験するのが一般的になり、合格する者も数多く出た。高等科卒業者のために修業年限1年の専攻科を置くことができるとし、その修了者には得業士の称号を与えることにした。また、同令の改正によって従来の9月入学は4月入学に改まったため、高等学校、専門学校の併願は不可能になった。

### 7年制高等学校の登場

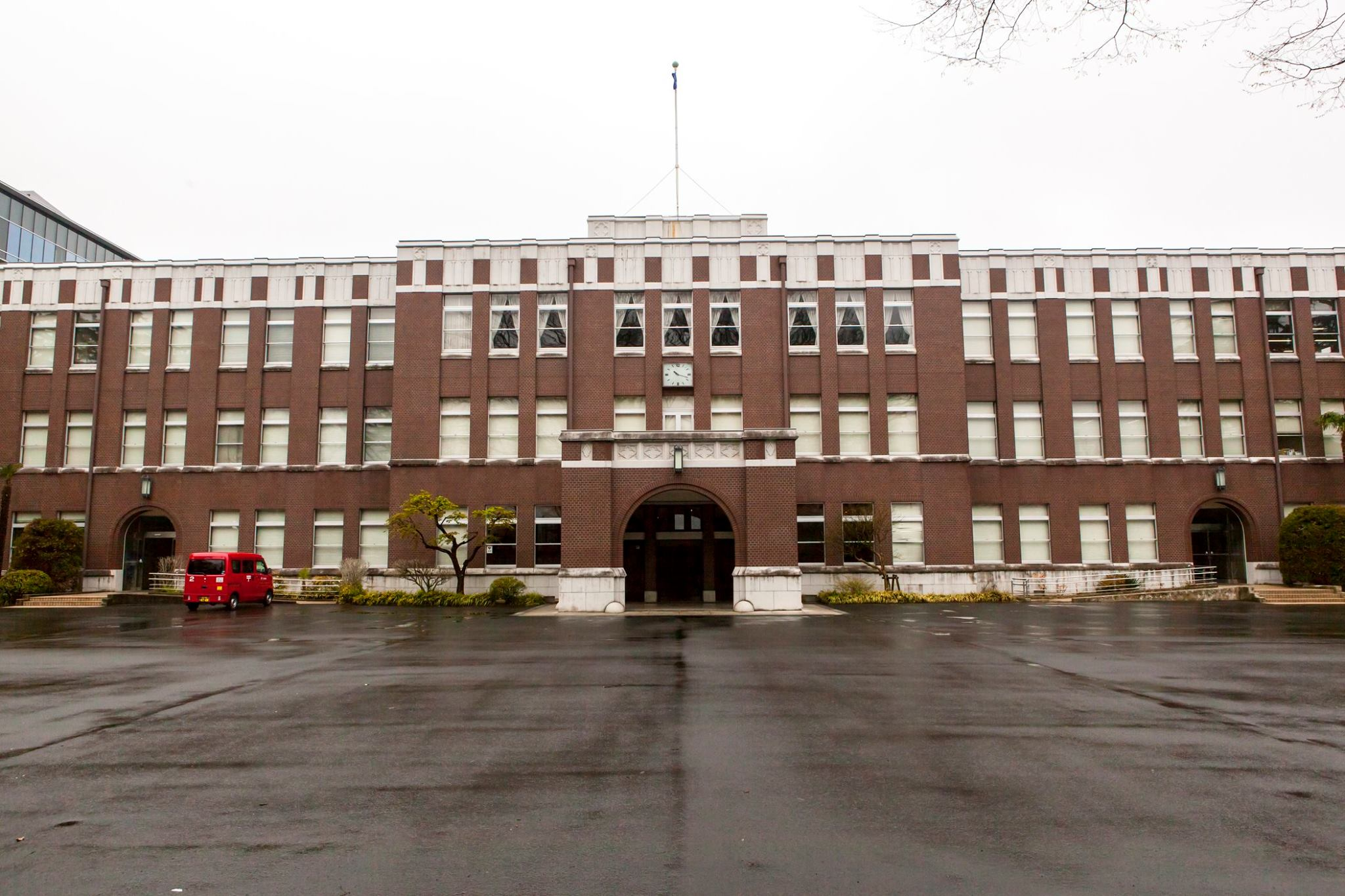
旧・成蹊高等学校校舎 / 現存する旧制高校時代の建造物の一つ。

第二次高等学校令では設置者についての規定も緩和され、高等学校は政府（文部省）でなくても設立できるようになった。主な例として、私立では東武鉄道の根津財閥による武蔵高等学校、当代一流の教育家であった澤柳政太郎の肝煎りである成城高等学校、三菱財閥の岩崎家が支援した成蹊高等学校、阪神地区の財界人が集まって設立した甲南高等学校、公立では地元の素封家が県に莫大な寄付をして設立した富山県立富山高等学校がある。第二次高等学校令に基づくこれらの公私立高等学校はいずれも7年制高等学校であり、各校の設立構想には、当時の先端的な教育思想を実践することを設立の趣旨としたり、英国流のパブリックスクールをモデルとするなど、その多くは従来の高等学校と異なり、スマートな気質の学生を育てることを目指した。武蔵高等学校のように、スポーツを禁じて落第者・退校者を多数出すことも辞せず、東京帝大への入学率で一高を抜いた学校すらあった。これらの学校は、尋常科（4年制）と高等科（3年制）からなる7年制高等学校（学習院は尋常科に当たる中等科5年を併設した8年制）であり、一度、尋常科に入学すれば帝国大学への進学が保証された。かつ、甲南・成城・成蹊の3私立高校の場合、併設の小学校へ入学すれば、6、7歳にして将来は東京帝国大学をはじめとする帝国大学群への進学の道が開けることとなり、人気を集めた（学習院も初等教育機関（学習院初等科）を包含していた）。後に東大総長となる加藤一郎も成城小学校（現：成城学園初等学校）から成城高等学校に進んでいる。
八高出身のエッセイスト・三國一朗は東京帝大に入学した際、7年制高等学校出身の東大生を目撃し、「異様なタイプの東大生の一群」と評している。7年制高等学校はスマートだが重量感に乏しい受験秀才と文芸青年を生み出したとの評価もある。
ただし、官公立高校では、東京高等学校尋常科は設立からわずか13年、授業開始から12年で廃止されることになり、その後も浪速高等学校尋常科、公立から官立に移管した富山高等学校、台北高等学校の各尋常科も相次いで廃止され（東高尋常科は戦後の一時期、募集を再開）、学制改革期まで尋常科募集を続けたのは、東京府が設立した府立高等学校のみであった。
なお、一高をはじめとする官立高校の多くは当初の形態通り、3年制の高等科だけを置いた。

### 戦間期の拡張
1922年（大正11年）、摂政裕仁の下で文部省は、再び高等諸学校創設及び拡張に関する計画を立案した。これは大正11年度より13年度において、東京高等工業学校、大阪高等工業学校、神戸高等商業学校の組織を変更し東京工業大学、大阪工業大学、神戸商業大学を設置すること、また、東京高等師範学校、広島高等師範学校における専攻科の組織を変更し、新たに文理科を内容とする単科大学である東京文理科大学、広島文理科大学を設置すること、また、歯科医学専門学校を創設すること、既設の実業専門学校における専攻科の施設学科を増設すること、東京外国語学校の修業年限を1年延長することが含まれていた 。予算は3年間で1069万2395円が提案された。衆議院予算委員会（田辺熊一委員長）においては、第二次高等学校令（6ヵ年計画）により高等学校が15から25に増加し、高等学校卒業生の多い工業・商業、経済方面で進学希望者の受け入れ先が必要であり、応用研究に重きを置いた設備の充実した大学が必要であるとする小田切磐太郎らと、東京に帝国大学と工科大学という二つの大学が存在しても、研究内容に差があるとは考えられない、むしろ普通教育の環境を改善すべきであるところ、高等教育機関に充てる予算が多すぎるとする下岡忠治、砂田重政らの反対意見があった 。

### 終焉
1945年の日本敗戦により、外地校である旅順高等学校と台北高等学校は廃止された。両校の内地人生徒は引き揚げを余儀なくされたが、旅順高生のなかにはシベリアに連行された者もいた。台北高校の台湾人生徒やOBもまた戦後の国民党独裁体制下で様々な苦難を味わい、白色テロで命を奪われた者も少なくなかった。
第二次世界大戦終結後、日本を占領統治した連合国軍最高司令官総司令部（GHQ/SCAP）が主導した戦後改革は高等学校のあり方にも及んだ。終戦後、文部省は女子教育刷新の一環として、男子の高等学校に対置する形で女子を対象とする教育機関として「女子高等学校」を新設する計画を立てた。同計画は実施には至らず、高等学校令1条を改正して既存の高等学校が共学化する法的根拠を設けるに留まったものの、これを受けて女子の入学を許可する高校が現れた。女子生徒は概してお客さん扱いで大事にされ、卒業後は、帝大や新制大学に進学し、教職・研究職に就いた者が多かった。
また、医学・歯学教育を大学課程に一元化する改革も同時に進められ、旧制医学専門学校および旧制歯科医学専門学校は旧制大学に昇格しうるかどうか審査され、大学昇格が適当なA級校と不適当なB級校に判別された。その結果、戦災による被害も相まって医学専門学校は6校が、歯科医学専門学校は3校が大学昇格の基準を満たさないB級校とされて廃校の対象となり、それらの学校に在籍していた生徒は、1学年留年の上でA級校に転校するか、同じく留年の上で旧制高等学校あるいは大学予科に転校することが求められた。そのため、B級校の多くは1947年に旧制高等学校に改組して引き続き生徒の教育を行うこととなった。これらの高等学校は医大の予科的な位置づけであり、いずれも高等科の理科のみが設置されたもので、戦後特設高等学校（ないし単に特設高等学校）と呼ばれる（ただし、官立徳島高等学校は異なる経緯で旧制高校となった）。
そのような旧制高校にも終焉のときが迫りつつあった。廃止に積極的に動いたのは教育刷新委員会副委員長の南原繁らである。南原自身も一高出身であったが、旧制高校の3年間は遊んでばかりで、学習内容は旧制中学のものを手直しした程度のものだったと、それほど旧制高校の教育に執着を持っていなかったことを後に証言している。南原は、ジェントルマンであれと強調した、一高時代の校長・新渡戸稲造への傾倒を繰り返し述べていたことから、バンカラの気風に違和感を覚えていたことが窺える。
戦後の学制改革によって、旧制高等学校の多くは新制大学の教養部や文理学部の母体となり、原則として旧制大学や他の高等教育機関と統合の上で1950年に廃止された。
旧制高校在学中に学制改革によって新制大学に入学した人物には作家の野坂昭如（新潟高等学校から新潟大学、のち早稲田大学）、高橋和巳（松江高等学校から京都大学）、開高健（大阪高等学校から大阪市立大学）、小松左京（第三高等学校から京大）、堤清二（成城高等学校から東大）、井原高忠（学習院高等科から慶大）、旧制大学を前身としない大学学部卒ではじめて事務次官になった小長啓一（第六高等学校から岡山大学）らがいる。また、映画監督の山田洋次は山口高等学校在学中に学制改革に遭遇し、新制東京都立小山台高等学校から東大に進んだ。
学制改革実施前、天野貞祐を中心に「ジュニアカレッジ（改革後の短期大学に相当）」として旧制高等学校存続を模索する動きもあったが、幻に終わった。
旧制高等学校を懐かしむ卒業生は戦後においても日本寮歌祭を開いたり、「日本の教育改革を進める会」を結成したりして旧制高等学校の長所を訴えた。しかし、あくまで国立の高等教育機関としての復活を希求していたせいか、私立でエリートに対する一般教養教育の短期大学や高等専門学校を設立する動きはなかった。ただし、公立ではこういう学校が存在した。1950年に設立され、1955年に廃止された和歌山県立理科短期大学がそれである。
新制東京大学教養学部の設置は旧制高等学校の教養主義的な伝統を残そうとした動きである。また、終戦直後に国際基督教大学 (ICU) 教養学部の設立に携わった旧帝国大学卒の有力者たちはそのリベラル・アーツ・カレッジの理念に旧制高等学校の良さを継承させられる可能性を期待した。

## 入試・教育課程・卒業

### 入試

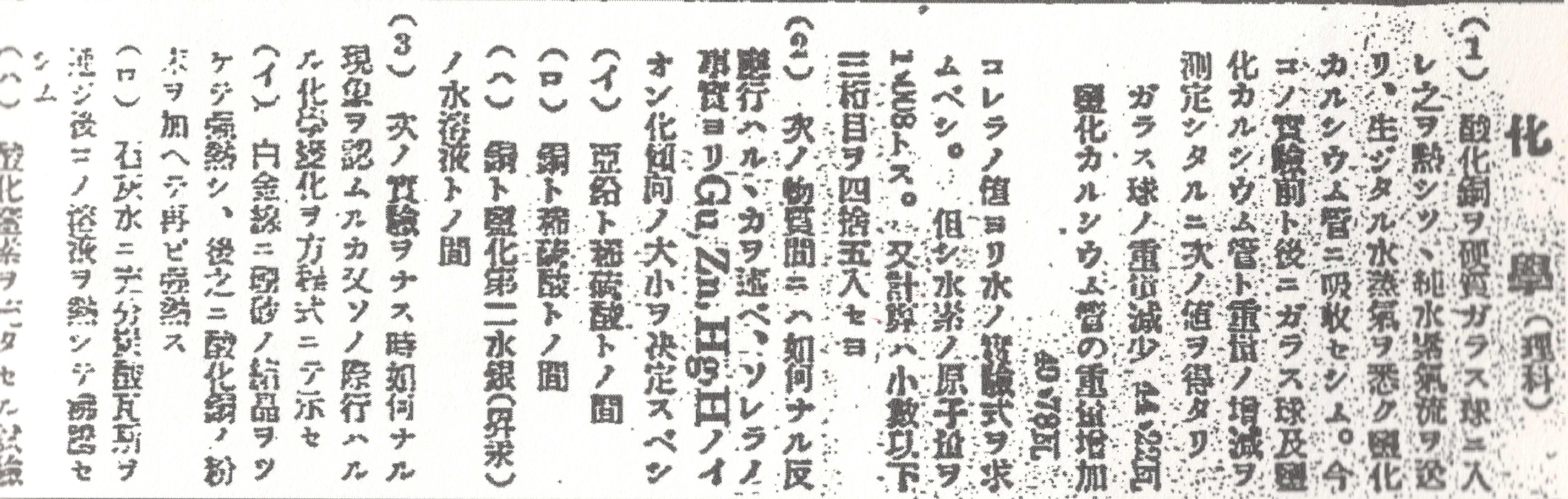
台北高等学校の入試問題

- 1902年（明治35年）4月25日、文部省告示第82号「高等学校大学予科入学試験規定」により、「総合共通選抜制」が行われることになった。これは受験者に全国の高等学校を自由に選択させ、全国統一の入試を行い答案を中央に集め採点し、成績順で旧制高校収容総数だけの合否を決め、その合格者をあらかじめ提出させてある3つの志望順を参考に、各校に割り振るという制度であったが、不本意入学者の学習意欲低下という弊害があり、総合選抜制は1908年廃止となった。翌年から七高を除いた各校が試験問題を統一した。
- 1917年度から1918年度まで、再び総合共通選抜制が復活した。
- 1919年度から学校別入試となる。
- 1926年から官立高等学校受験者の便宜を考慮して、官立高等学校を2つの班に区分し、各班から1校ずつ志望指定できるものとした。第1班は一高・五高・七高・新潟高・水戸高・山形高・松江高・東京高・大阪高・浦和高・静岡高・姫路高・広島高。第2班は二高・三高・四高・六高・八高・松本高・山口高・松山高・佐賀高・弘前高・福岡高・高知高。
- 1928年度から学校別入試に戻る。

### クラス編成

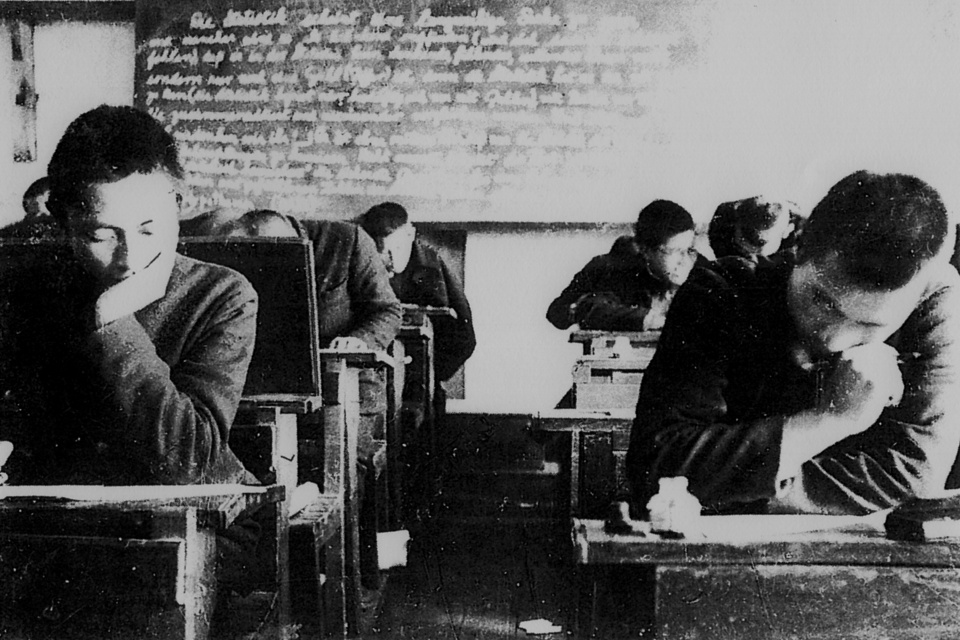
武蔵高等学校の試験風景（1935年）

高等学校令 (1894年) による大学予科は第一部（法・文）、第二部（工・理・農）、第三部（医）に分かれていた。第一部は第一外国語により細分され、法科志願者のうち、英語を主とする科は一部英法、ドイツ語を主とする科は一部独法、文科大学志望者のうち、英語を主とする科は一部英文、ドイツ語を主とする科は一部独文となる。
改正高等学校令 (1918年) により新しく創設された7年制の高等学校には尋常科と高等科が設けられることとなった。また既存の大学予科のみの3年制の高等学校は大学予科を高等科に名称を改めた。高等科は、文科と理科に大別され、履修する第一外国語により、文科甲類（英語）、文科乙類（ドイツ語）、文科丙類（フランス語）、理科甲類（英語）、理科乙類（ドイツ語）、理科丙類（フランス語）と細分された。理科乙類は医学部・薬学部・農学部進学コースとなっていた。ただし、フランス語を第一外国語にする類を置いた高校は、第一高等学校・第三高等学校・大阪高等学校・浦和高等学校・福岡高等学校・東京高等学校・静岡高等学校など少数にとどまり、中でも理科丙類を設置したのは、大阪高等学校、東京高等学校のみである。

### 軍事教練
1925年（大正14年）4月13日付で陸軍現役将校学校配属令が公布され、学校教練制度が発足した。目的は生徒の心身鍛練を通して国家への献身奉仕を一層涵養することであった。これ以降、中等以上の学校では軍事教練が実施されることになり、最低週一時間の軍事教練を行うことが義務となった。配属される現役陸軍将校は、中佐・大佐の階級で、位置付けは校長に次ぐ存在であり、教練に関し当該学校長の指揮監督を受けるとした。

### 卒業・大学入試

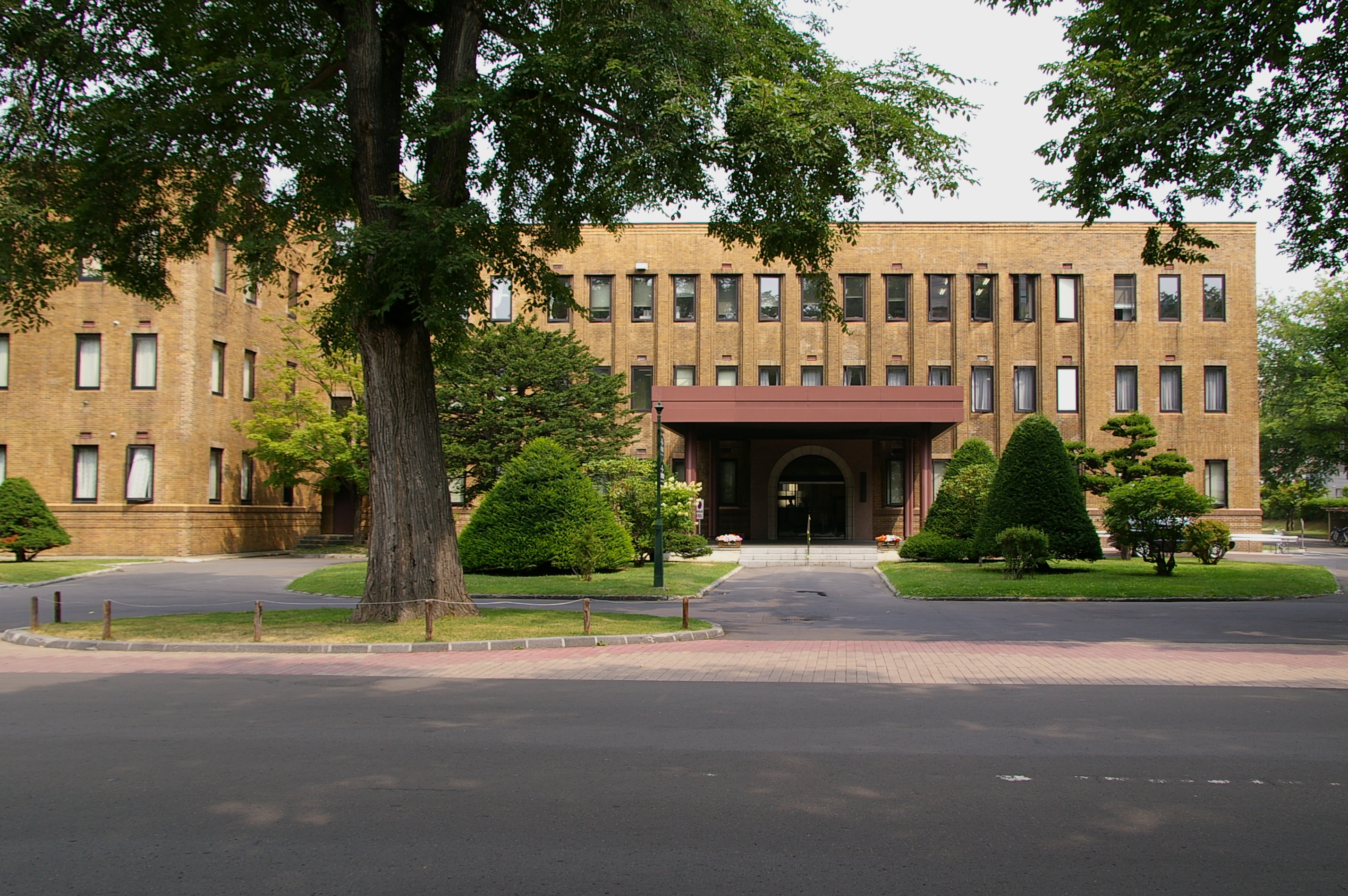
旧：北海道帝国大学予科本館
（現：北海道大学事務局）

帝国大学の入学定員は旧制高校の卒業者数とほぼ同じだったので、志望する学科を選り好みしなければ、卒業後の帝国大学進学を保証された。このため、地方の帝国大学や官立大学では募集学科によって定員割れが生じた。
なお、東北帝国大学農科大学およびその後身の北海道帝国大学では、前身の札幌農学校時代から予修科を設けて独自に選抜していた経緯から、帝国大学としては例外的に独自に「予科」を設けることが認められ、早くから質のよい学生を確保する手法をとった。外地に所在した京城帝国大学、台北帝国大学においても、内地の旧制高校出身者のみに頼ることなく外地での生徒受け入れを行う意味合いから大学予科の設立が認められた。
1920年代になると、初期に設立された官立医学専門学校が官立医科大学へと昇格した。帝国大学（独自の大学予科を持つ北海道帝大、京城帝大、台北帝大を除く）と同じく旧六医科大学なども独自の大学予科を持たず、これらの大学へ進学するには旧制高等学校を卒業する必要があった。このように、「予科を持つ地方帝大」と「予科を持たない官立医大」の出現で旧制高校卒業＝帝国大学進学という図式は崩れた。
一般的に、医学部、東大京大の人気学科は志望者が多いため、倍率が2倍、3倍となることも少なくなかった。もっとも、試験科目は、東大法学部の場合、英文和訳、和文英訳のみであり、現代風にいえば、入ゼミ試験のようなものであった。東京帝国大学理学部数学科の場合、外国語、数学、力学、物理であり、九州帝国大学工学部の場合、数学及力学、物理学、化学であり、九州帝国大学医学部の場合、外国語（英独仏ノ内二）、数学、物理、化学、動植物学であった。人気学部・学科への進学においては浪人するものも少なくなく、白線浪人とよばれた。
帝国大学の定員割れは、旧制高校卒業・卒業見込者での充足が優先された。帝国大学などでは、入学志願者選抜に際し、志願者の学歴によって優先順位を決定した。予科を持たない大学の文系学部では高等学校文科卒業者に、理系学部では高等学校理科卒業者に、予科を持つ大学では予科修了者に第一位の優先順位を与えた。優先順位第一位の志願者数が定員を超えた場合は第一位の志願者のみを対象とする競争試験を実施した。この試験で不合格となり浪人する者が「白線浪人」と呼ばれることもあった。
優先順位第一位の志願者数が定員以下の場合は第一位全員を合格とし、欠員部分を優先順位第二位に振り向けた。第二位以下の学歴による順位の決定方法は大学、学部ごとに異なる。多くの場合、第二位以下に「高等学校卒業以外の学歴の者」が指定され、これにより入学した者は「傍系入学者」と呼ばれた。したがって、高等師範学校や高等実業学校からの進学希望者は形式的には欠員補充であったが、帝国大学では定員充足を理由に傍系入学という扱いで入学を許可されていた。傍系入学者は、特に、東京・京都以外の帝大では比較的多くみられた。
学制改革による新制切り替えに際し、白線浪人対策（1949年11月29日付文部省通達）が行われた。各旧制大学を二期に分け、1949年（昭和24年）度選抜試験を実施した。各旧制大学は入学定員をできる限り増加させ、二重入学や入学取消などを防止するため第一期の大学は合格発表をできるだけ早く行った。なお、旧制大学が行う白線浪人対策は1950年（昭和25年）入試で終了した。

### 各高等学校卒業予定人員
- 出典：大正15年発行『帝国大学入学試験問題集』付録/北辰書院
- - は空白。校名の列のソートボタンで元の順序に戻る。

| 校名 | 文科 | 文科 | 文科 | 理科 | 理科 | 理科 |
|      | 甲   | 乙   | 丙   | 甲   | 乙   | 丙   |
| ---- | ---- | ---- | ---- | ---- | ---- | ---- |
| 一高 | 125  | 36   | 38   | 107  | 91   | -    |
| 二高 | 43   | 43   | -    | 124  | 83   | -    |
| 三高 | 85   | 39   | 41   | 118  | 50   | -    |
| 四高 | 80   | 38   | -    | 130  | 41   | -    |
| 五高 | 113  | 33   | -    | 128  | 42   | -    |
| 六高 | 79   | 40   | -    | 125  | 42   | -    |
| 七高 | 75   | 40   | -    | 81   | 42   | -    |
| 八高 | 84   | 39   | -    | 117  | 43   | -    |
| 新潟 | 35   | 34   | -    | 42   | 40   | -    |
| 松本 | 41   | 36   | -    | 45   | 39   | -    |
| 山口 | 40   | 40   | -    | 44   | 45   | -    |
| 松山 | 42   | 45   | -    | 39   | 33   | -    |
| 水戸 | 81   | 34   | -    | 38   | 42   | -    |
| 山形 | 45   | 45   | -    | 87   | 43   | -    |
| 佐賀 | 40   | 37   | -    | 83   | 45   | -    |
| 弘前 | 81   | 36   | -    | 37   | 45   | -    |
| 松江 | 35   | 33   | -    | 38   | 35   | -    |
| 大阪 | 38   | 36   | -    | 40   | 42   | 40   |
| 浦和 | 43   | 39   | 37   | 44   | 35   | -    |
| 福岡 | 37   | 38   | 39   | 39   | 36   | -    |
| 静岡 | 44   | 41   | 35   | 40   | 38   | -    |
| 高知 | 82   | 31   | -    | 42   | 41   | -    |
| 姫路 | 76   | 36   | -    | 37   | 36   | -    |
| 広島 | 70   | 37   | -    | 38   | 35   | -    |

### 帝国大学・官立医大入学者数
- 出典：大正15年発行『帝国大学入学試験問題集』付録/北辰書院
- 大正十五年各大学入学者数
  - 東京帝大 2363人
  - 京都帝大 1381人
  - 九州帝大 0608人
  - 東北帝大 0392人
  - 新潟医大 0060人
  - 岡山医大 0061人
  - 千葉医大 0061人
  - 金沢医大 0060人
  - 長崎医大 0063人
- ※台北、大阪、名古屋帝国大学は当時設立されていない。予科を持つ北海道、京城は省略されている

### 戦時中の臨時措置
- 太平洋戦争が激化すると、非常時の臨時措置として1942年、43年には半年繰り上げの2年半で、また、1943年入学の学年からは法改正により正式に修業年限が2年に短縮された。ただし、終戦直後の1945年9月に再び修業年限3年に改められたため、2年の年限で卒業したのは1943年入学の学年だけである。
  - 1940年4月入学→1942年9月卒業（正規3年・半年短縮）
  - 1941年4月入学→1943年9月卒業（正規3年・半年短縮）
  - 1942年4月入学→1943年11月仮卒業→1944年9月卒業（正規3年・半年短縮）
  - 1943年4月入学→1945年3月卒業（正規2年）
  - 1944年4月入学→1947年3月卒業（正規2年・1年延長）
  - 1945年4月入学→1948年3月卒業（正規2年・1年延長）
  - 1946年4月入学→1949年3月卒業（正規3年）
  - 1947年4月入学→1950年3月卒業（正規3年）
  - 1948年4月入学→1949年3月修了

## スタイル、学生生活

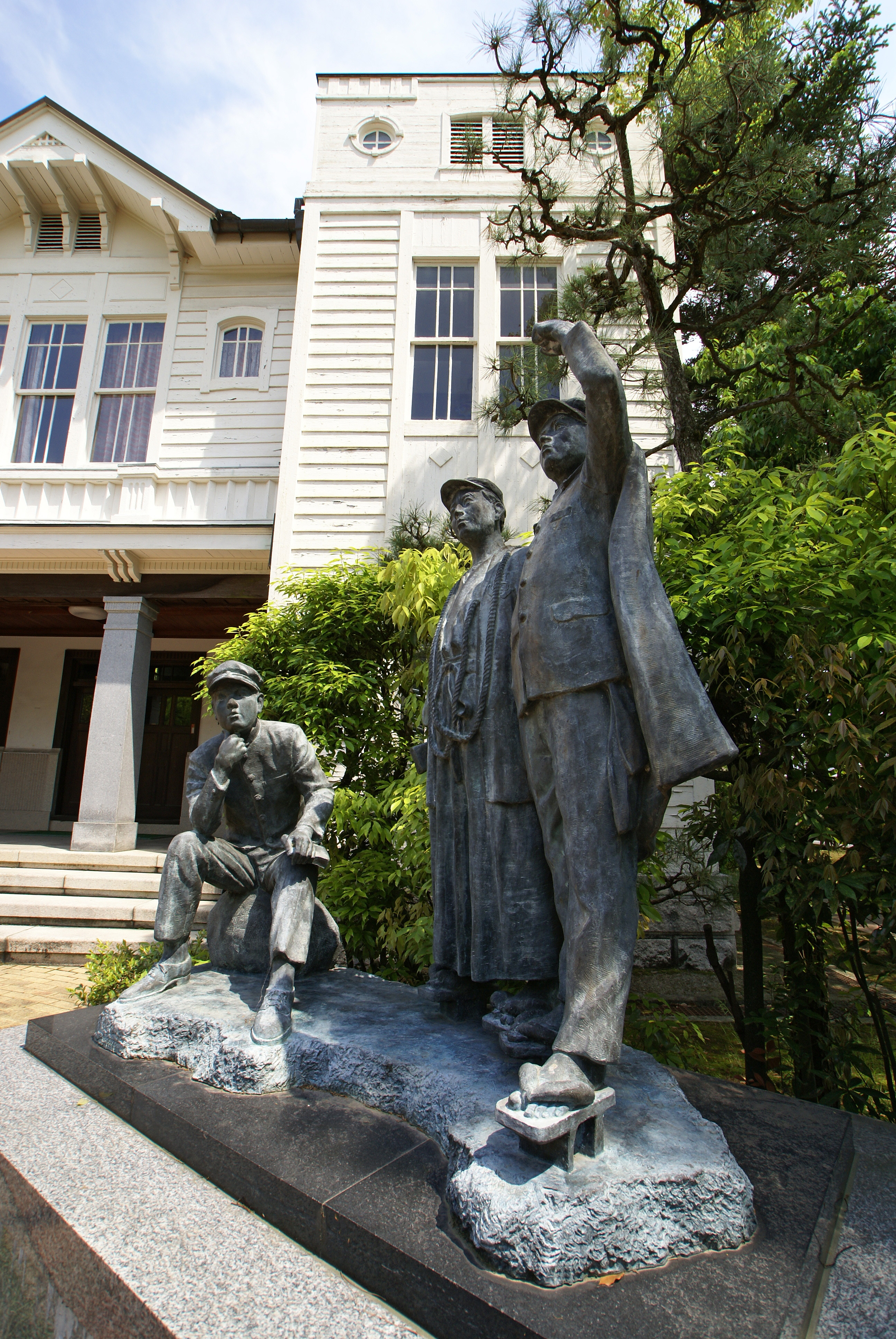
旧姫路高校講堂前の像

白線を巻いた学生帽にマント、高下駄は旧制高校生の典型的な身なりであり、寮歌を高吟して街を歩く姿は多くの旧制中等学校生徒の憧れであった。帽子の白線は2条または3条であり、旧制高校生の象徴であった。しかし、帽子に白線のない学校もあり（学習院高等科・成蹊・成城・武蔵）、生徒がそれを不満として「白線運動」を起こした結果、学習院以外はのちに白線帽を認めるようになった。日本大学予科や関西大学予科 など、一部の官公私立大学予科でも旧制高校と同じ白線帽が採用された。また、7年制高等学校の多くはイギリスのパブリックスクールに範を求めたため、バンカラの象徴であるマントと下駄の着用を禁じたり、学習院式のホック留め詰襟制服を定めたりした（東京・浪速・成蹊）。成城高校は旧制高校の中で、背広服にネクタイ、お釜帽子を制服にした唯一の学校である。なお、戦後に共学化した一部の高校では、女子生徒は男子と同じ学生帽あるいは庇をなくした学生帽を被って通学した。
スクールカラーは一高の白、三高の紅などが有名。しかし一高護国旗が真紅であったように、校旗や応援旗、幟などで異なる色を用いるケースは多々あった。
甲南高等学校と浪速高等学校には近在の学生が多かったことと、反体制運動の巣窟になることを学校側が危惧したことから寮設備が最後まで作られなかった。

## 旧制高等学校一覧
以下は、高等学校令により設置された高等学校の一覧である。旧制高等学校の設置数は旧制専門学校に比べて少なく、改正高等学校令で設置条件が緩和されたものの、廃止時点でも最終的な設置数は39校で、約350校あった旧制専門学校の9分の1程であった。

### 3年制高等学校

#### ナンバースクール

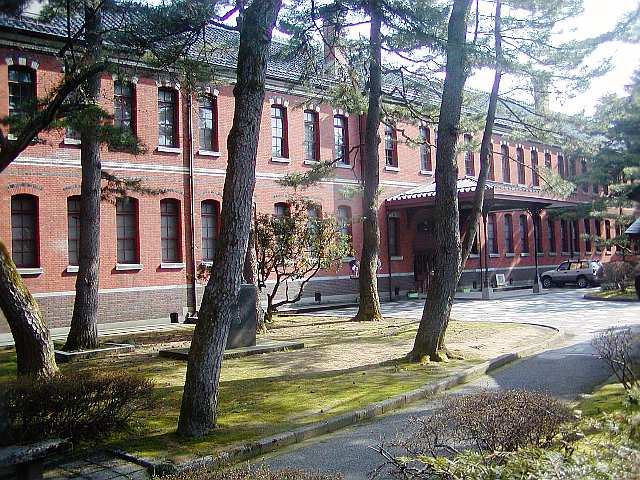
旧制第四高等学校本館

| 学校名                       | 第一次高等学校令 （1894年）時代                  | 第二次高等学校令 （1919年）時代      | 新制大学                                 |
| ---------------------------- | ------------------------------------------------ | ------------------------------------ | ---------------------------------------- |
| 第一高等学校（東京）         | 大学予科（第一部、第二部、第三部）               | 高等科（文科甲・乙・丙、理科甲・乙） | 東京大学教養学部                         |
| 第一高等学校（東京）         | 医学部（千葉）                                   | 千葉医学専門学校として独立 (1901年)  | 千葉医科大学を経て、千葉大学医学部       |
| 第二高等学校（仙台）         | 大学予科（第一部、第二部、第三部）               | 高等科（文科甲・乙、理科甲・乙）     | 東北大学教養部                           |
| 第二高等学校（仙台）         | 医学部                                           | 仙台医学専門学校として独立 (1901年)  | 東北帝国大学医学部を経て、東北大学医学部 |
| 第三高等学校（京都）         | 法学部                                           | 1901年廃止                           | -                                        |
| 第三高等学校（京都）         | 工学部                                           | 1901年廃止                           | -                                        |
| 第三高等学校（京都）         | 医学部（岡山）                                   | 岡山医学専門学校として独立 (1901年)  | 岡山医科大学を経て、岡山大学医学部       |
| 第三高等学校（京都）         | 大学予科（第一部、第二部、第三部）（1897年設置） | 高等科（文科甲・乙・丙、理科甲・乙） | 京都大学教養部                           |
| 第四高等学校（金沢）         | 大学予科（第一部、第二部、第三部）               | 高等科（文科甲・乙、理科甲・乙）     | 金沢大学法文学部・理学部・教養部         |
| 第四高等学校（金沢）         | 医学部                                           | 金沢医学専門学校として独立 (1901年)  | 金沢医科大学を経て、金沢大学医学部       |
| 第五高等学校（熊本）         | 大学予科（第一部、第二部、第三部）               | 高等科（文科甲・乙、理科甲・乙）     | 熊本大学法文学部・理学部                 |
| 第五高等学校（熊本）         | 医学部（長崎）                                   | 長崎医学専門学校として独立 (1901年)  | 長崎医科大学を経て、長崎大学医学部       |
| 第五高等学校（熊本）         | 工学部（1897年設置）                             | 熊本高等工業学校として独立 (1906年)  | 熊本大学工学部                           |
| 第六高等学校（岡山）         | 大学予科（第一部、第二部、第三部）(1900年)       | 高等科（文科甲・乙、理科甲・乙）     | 岡山大学法文学部・理学部・教養部         |
| 第七高等学校造士館（鹿児島） | 大学予科（第一部、第二部、第三部）(1901年)       | 高等科（文科甲・乙、理科甲・乙）     | 鹿児島大学文理学部→同学法文学部・理学部  |
| 第八高等学校（名古屋）       | 大学予科（第一部、第二部、第三部）(1908年)       | 高等科（文科甲・乙、理科甲・乙）     | 名古屋大学教養部                         |

#### ネームスクール

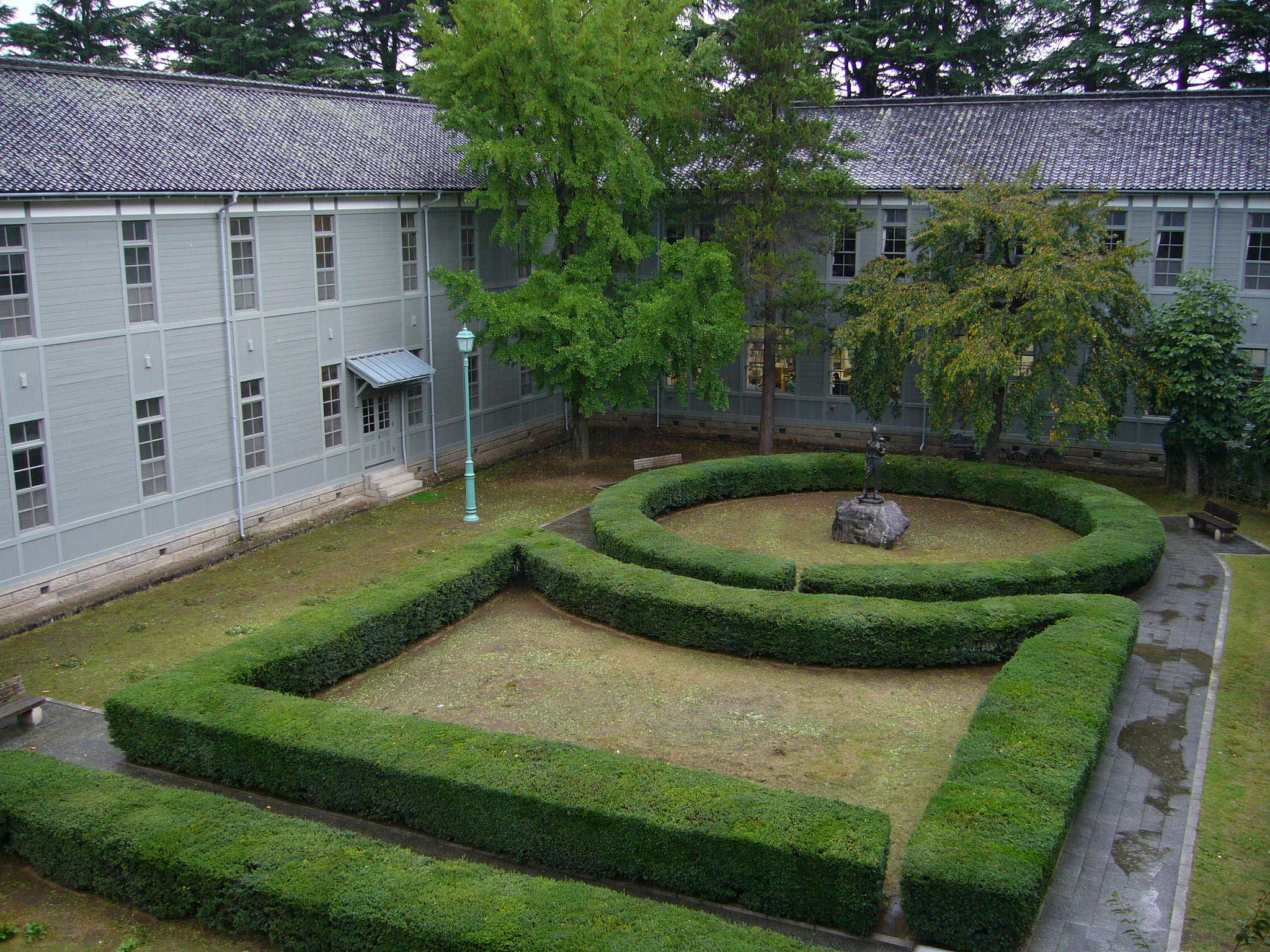
旧制松本高等学校

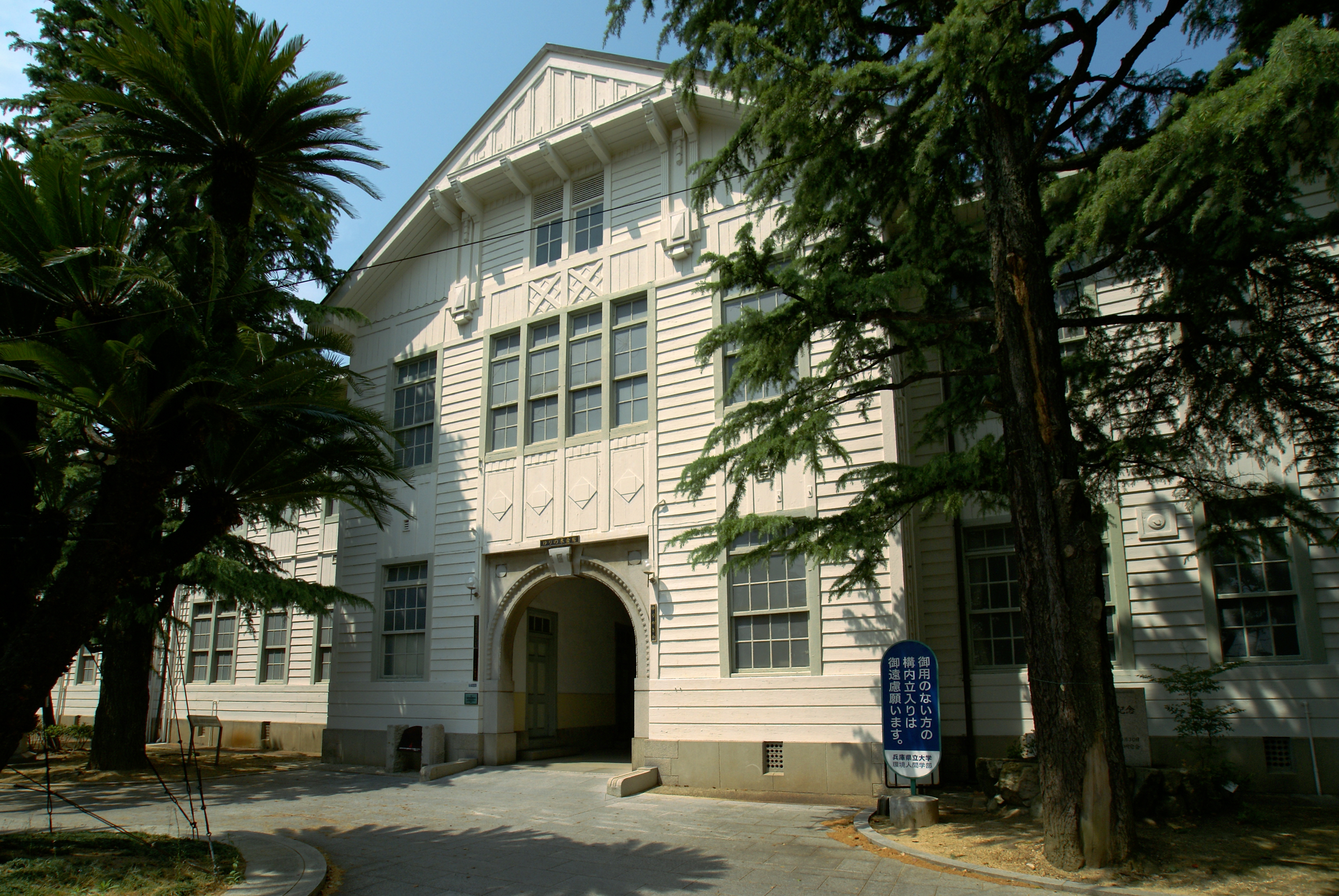
旧制姫路高等学校本館

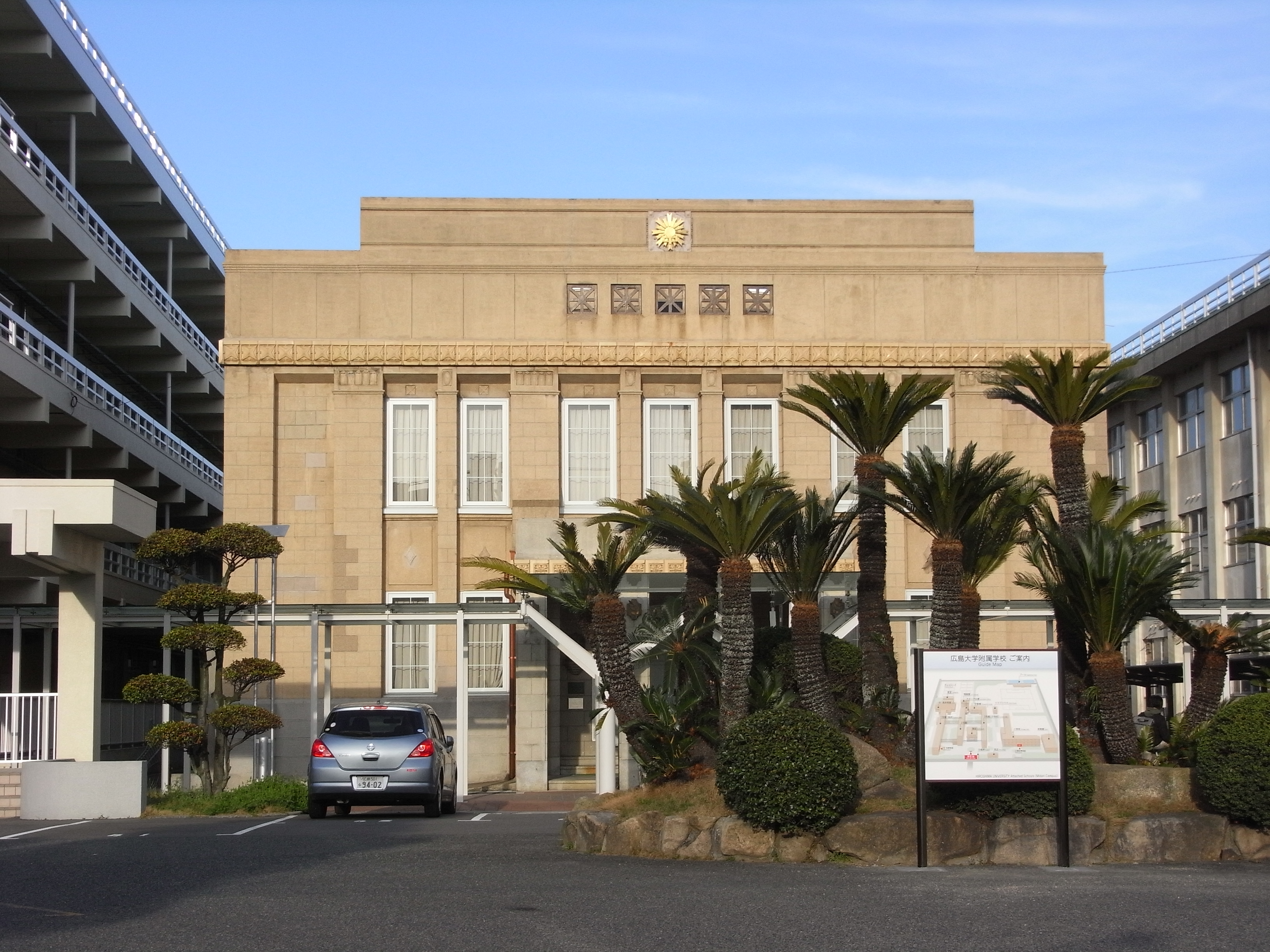
旧制広島高等学校講堂
（現・広島大学附属中・高講堂）

| 設立年 | 学校名       | 新制大学                   |
| ------ | ------------ | -------------------------- |
| 1886年 | 山口高等学校 | 山口大学経済学部           |
| 1919年 | 新潟高等学校 | 新潟大学人文学部・理学部   |
| 1919年 | 松本高等学校 | 信州大学文理学部           |
| 1919年 | 山口高等学校 | 山口大学文理学部           |
| 1919年 | 松山高等学校 | 愛媛大学文理学部           |
| 1920年 | 水戸高等学校 | 茨城大学文理学部           |
| 1920年 | 山形高等学校 | 山形大学文理学部           |
| 1920年 | 佐賀高等学校 | 佐賀大学文理学部           |
| 1920年 | 弘前高等学校 | 弘前大学文理学部           |
| 1920年 | 松江高等学校 | 島根大学文理学部           |
| 1921年 | 大阪高等学校 | 大阪大学一般教養部南校     |
| 1921年 | 浦和高等学校 | 埼玉大学文理学部           |
| 1921年 | 福岡高等学校 | 九州大学教養部             |
| 1922年 | 静岡高等学校 | 静岡大学文理学部           |
| 1922年 | 高知高等学校 | 高知大学文理学部           |
| 1923年 | 姫路高等学校 | 神戸大学教養部（姫路分校） |
| 1923年 | 広島高等学校 | 広島大学教養部             |
| 1940年 | 旅順高等学校 | （廃止）                   |
| 1943年 | 富山高等学校 | 富山大学文理学部           |

### 7年制高等学校
学制改革に際しては、7年制高等学校の高等科は新制大学へ、尋常科は新制中学校・高等学校へそれぞれ移行したと考えるのが一般的である。

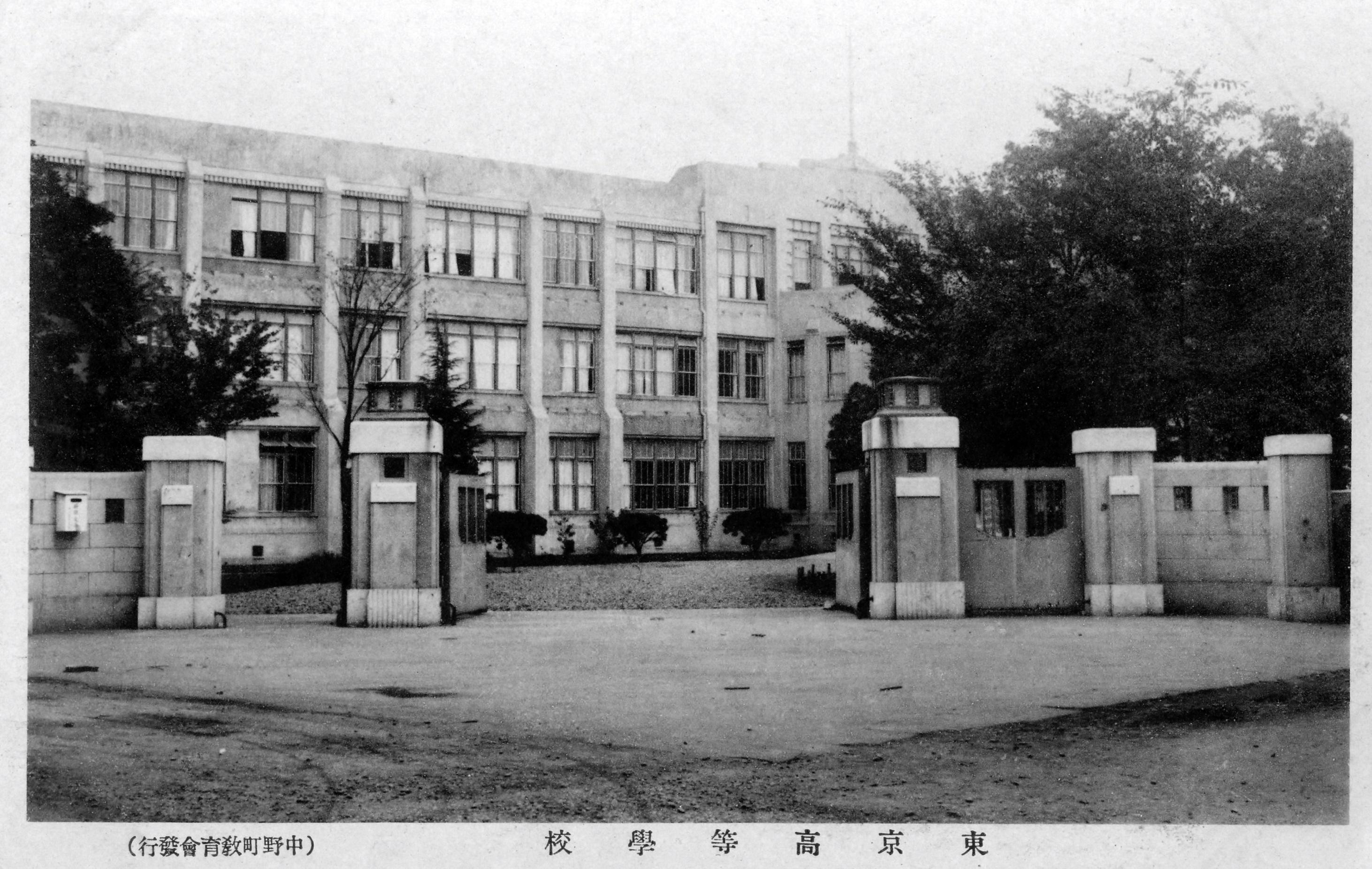
旧制東京高等学校
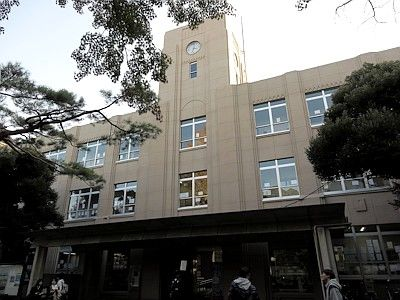
旧制武蔵高等学校
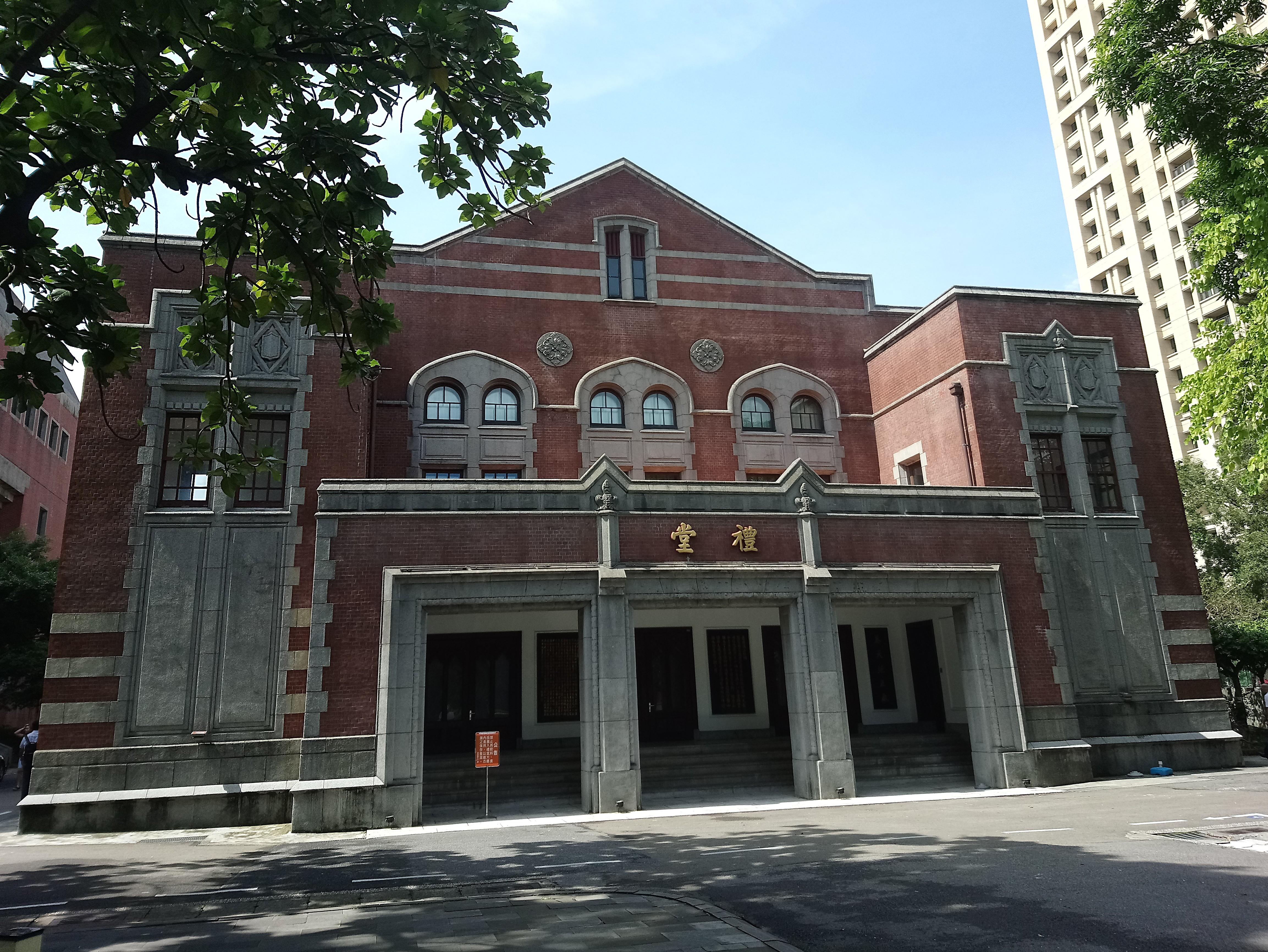
旧制台北高等学校講堂（中国語版） （現：国立台湾師範大学礼堂）

| 種別 | 設立年 | 学校名                   | 新制大学                         | 新制中学校・高等学校             |
| ---- | ------ | ------------------------ | -------------------------------- | -------------------------------- |
| 官立 | 1921   | 東京高等学校             | 東京大学教養学部                 | 東京大学附属学校                 |
| 官立 | 1922   | 台湾総督府台北高等学校   | （廃止、国立台湾師範大学に転換） | （廃止、国立台湾師範大学に転換） |
| 公立 | 1923   | （富山県立）富山高等学校 | （1943年に官立移管）             | （1943年に官立移管）             |
| 公立 | 1926   | （大阪府立）浪速高等学校 | 大阪大学一般教養部北校           | （尋常科廃止）                   |
| 公立 | 1929   | 府立高等学校（東京府）   | 東京都立大学教養部               | 都立新制高等学校                 |
| 私立 | 1922   | 武蔵高等学校             | 武蔵大学                         | 武蔵中学校・高等学校             |
| 私立 | 1923   | 甲南高等学校             | 甲南大学                         | 甲南中学校・高等学校             |
| 私立 | 1925   | 成蹊高等学校             | 成蹊大学                         | 成蹊中学校・高等学校             |
| 私立 | 1926   | 成城高等学校             | 成城大学                         | 成城学園中学校高等学校           |

#### 戦後特設高等学校
1947年に設置された戦後特設高等学校のうち、官立徳島高等学校は異なる経緯で旧制高校となった。戦後特設高等学校の一部は学制改革時に新制大学に包括された。
| 前身の旧制医専・歯科医専       | 学校名           | 新制大学                             |
| ------------------------------ | ---------------- | ------------------------------------ |
| 日本女子歯科医学専門学校       | 日本高等学校     | 日本女子衛生短期大学                 |
| 東洋女子歯科医学専門学校       | 東洋高等学校     | 東洋女子短期大学                     |
| 秋田県立女子医学専門学校       | 秋田県立高等学校 | （1950年閉校、設備は秋田大学へ）     |
| 山梨県立医学専門学校           | 山梨県立高等学校 | （1951年閉校、設備は山梨大学へ）     |
| 山梨県立女子医学専門学校       | 山梨県立高等学校 | （1951年閉校、設備は山梨大学へ）     |
| 徳島医学専門学校               | 官立徳島高等学校 | 徳島大学                             |
| 福岡県立医学歯学専門学校医学科 | 福岡県立高等学校 | （1951年閉校、設備は九州歯科大学へ） |
| 長崎医科大学附属医学専門部     | 官立長崎高等学校 | 長崎大学                             |

### その他

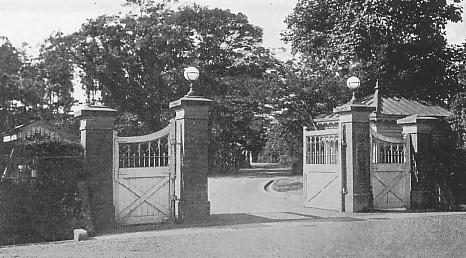
学習院（1933年）

学習院の中等科・高等科（現在の学習院中・高等科、学習院大学）
学習院は学習院学制に基づいて設立された官立の学校である。また、宮内省直轄という特殊な教育機関であった。当初は初等学科（6年）、中等学科（当初は6年のち5年）、補習科、高等学科、大学別科（1905年廃止）などが置かれていたが1919年に初等科、中等科、高等科と改称され、学校教育法が施行されるまでその体制が続いた。
当初の学習院学制では補習科および高等学科は中等科の卒業生を対象とした2年制の教育機関という位置づけとなっていた。明治期から大正期にかけては帝国大学への進学も完全に保証されたものではなく、高等学科の卒業生は帝国大学側に定員割れが生じた場合や、院長の推薦によりのみ帝国大学への進学が許されるなど制度として一定していない。
他の旧制高校高等科卒業生と全く同等の帝国大学への進学許可が制度的に保証されるようになったのは「学習院高等科卒業者大学入学ニ関スル件（大正10年文部省令第27号）」によるものであり、大正11年以降の卒業者から適用された。

## 実現しなかった高校設立計画

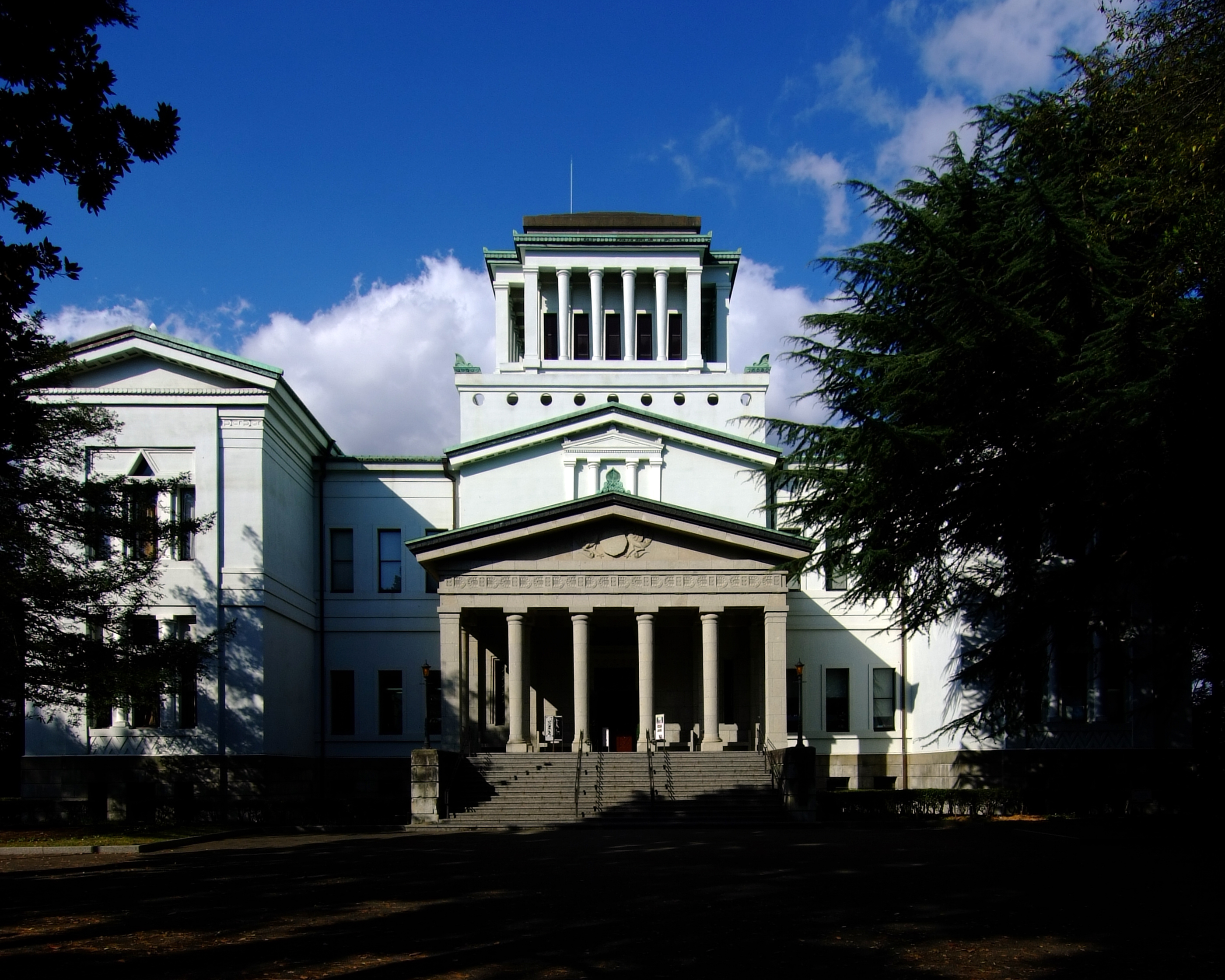
大倉精神文化研究所

以下、狭義の旧制高等学校（高等科）だけでなく、旧制中学に相当する尋常科の併設構想（すなわち7年制高等学校）についても述べる。
同志社による7年制高等学校設立構想
同志社では大学令にもとづく大学を設立するとともに、従来の予科と中学を合わせて7年制高等学校に改組することも計画していた。しかし、私立高等学校は私立大学と同様に巨額の供託金を国庫に納付することを求められたため、7年制高校の設立は見送られ、1920年に同志社大学と3年制の大学予科を設置するにとどまった。
帝塚山学院による計画
当時帝塚山学院高等女学校を運営していた財団法人帝塚山学院が、皇紀2600年を記念して1941年に財団法人帝塚山学園および帝塚山中学校を開校した。当初の計画ではこれを7年制高等学校に発展させる計画であったが、太平洋戦争とそれに続く学制改革の影響により、新制の中高一貫校に転換して現在に至る。なお、帝塚山学院と帝塚山学園は現在、幼稚園から大学院までを備える総合学園に別個に発展している。
「神奈川高等学校」設立構想
大倉精神文化研究所を開設した大倉邦彦によって、神奈川県に高校の設置を求めていた県民に応えるべく計画が練られた。最初は研究所の財団法人を改組し、「財団法人大倉学園」による7年制の「神奈川高等学校」を1943年度より開校することにしていたが、戦時統制による修業年限の短縮を受けて2年制の高等科のみの設置に路線変更した。設置計画では校則から寮の規定、備品のリストまでもが具体的に決定されたが、戦局の更なる悪化で文部省への申請は取り止めとなり、1944年には研究所も海軍気象部に徴用されたために高校設立計画は頓挫した。ちなみに、同研究所の附属図書館は、旧制高等学校資料保存会から寄贈された、旧制高等学校に関する文献や資料を多数所蔵している。
鳥取県による7年制高等学校設立構想
鳥取県立鳥取東高等学校参照
東京府立一中の7年制高等学校昇格計画
東京府立第一中学校の当時の校長・川田正澂により、同校を東京帝国大学へより直結した学校にするべく昇格が計画されたが、他校からの反対にあって同案自体は撤回され、一中とは無関係の形で府立高等学校が新設されることとなる（ただし、府立高は一中敷地内で開校しており、校長も当初は川田が一中との兼任で務めていた）。
秋田県による7年制高等学校設立構想
高等学校令の改正と高専諸校の増設計画に乗じて、秋田県では県立秋田中学校を7年制高等学校に改組しようとする運動が起こった。県議会では1920年12月に高校設置に関する意見書が出され、秋田中でも同窓会を中心に高校昇格に向けて様々な取り組みがなされた。運動は1922年の秋田中創立50周年を迎えると最高潮に達したが、県が設立に必要な資金を捻出するのを渋ったことや、秋田鉱山専門学校の単科大学昇格運動も起こっていたことなどの理由が重なり、結局実現には至らなかった。なお、短期間ではあるが、戦後に特設高校として秋田県立高等学校が置かれている。
大阪市による7年制高等学校設立構想

## 旧制高等学校関連年表

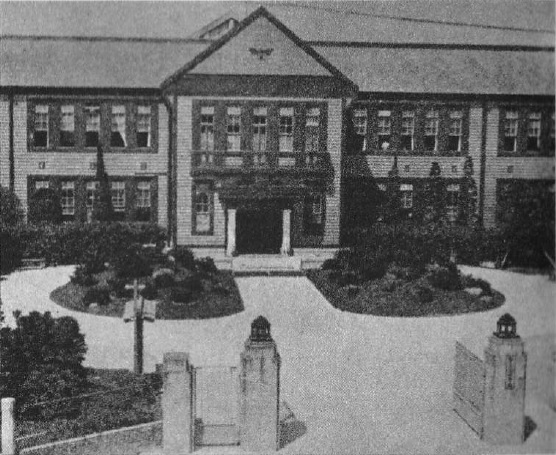
旧制第二高等学校

- 1894年 - 第一次高等学校令施行。一高、二高、三高、四高、五高、山口高校開校
- 1900年 - 六高開校
- 1901年 - 七高造士館開校。五高工学部以外の高等学校専門学部が独立または廃止
- 1905年 - 山口高校が高商に転換
- 1906年 - 五高工学部が熊本高等工業学校として独立し、高等学校から専門学部が消滅
- 1908年 - 八高開校
- 1913年 - 兵式体操が学校教練になる
- 1919年 - 第二次高等学校令施行。新潟、松本、山口、松山高校開校
- 1920年 - 水戸、山形、佐賀、弘前、松江高校開校

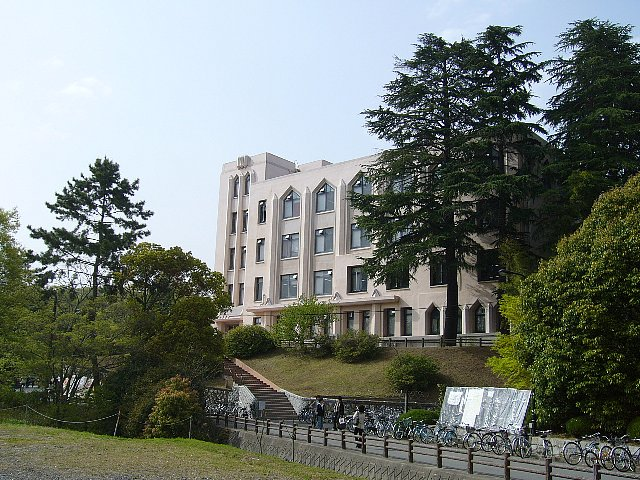
旧制浪速高等学校高等科本館
（現・阪大「イ号館」）

- 1921年 - 大阪、浦和、福岡、東京高校開校
- 1922年 - 高知、静岡、台北、武蔵高校開校
- 1923年 - 広島、姫路、富山、甲南高校開校
- 1925年 - 成蹊高校開校。現役将校配属
- 1926年 - 浪速高校、成城高校開校。この頃インターハイ始まる
- 1928年 - 四高同盟休校事件
- 1929年 - 府立高校開校。弘前高同盟休校事件
- 1930年 - 静岡高「某名士来る」事件。四高、八高反帝同盟事件
- 1933年 - 水戸高細胞事件
- 1940年 - 旅順高校開校
- 1941年 - 各校で学生自治会を解散し、学校報国団を結成
- 1943年 - 富山高校官立に移管。学徒出陣
- 1945年 - 広島高校被爆。旅順高校、終戦により廃止。台北高校は中華民国に接収される
- 1947年 - 特設高校の長崎、徳島、山梨、福岡県立、秋田、東洋、日本高校開校。女子学生入学が認められる[27]
- 1948年 - 旧制高校最後の入学式、次年度以降の募集停止。新制高校が発足
- 1949年 - 1948年度入学者、1年次修了で新制大学に進学
- 1950年 - 1947年度入学者が最後の卒業生として卒業[28]。旧制高校廃止[注 33]

## 旧制高校が登場する作品

### 文芸作品
- 北杜夫『どくとるマンボウ青春記』

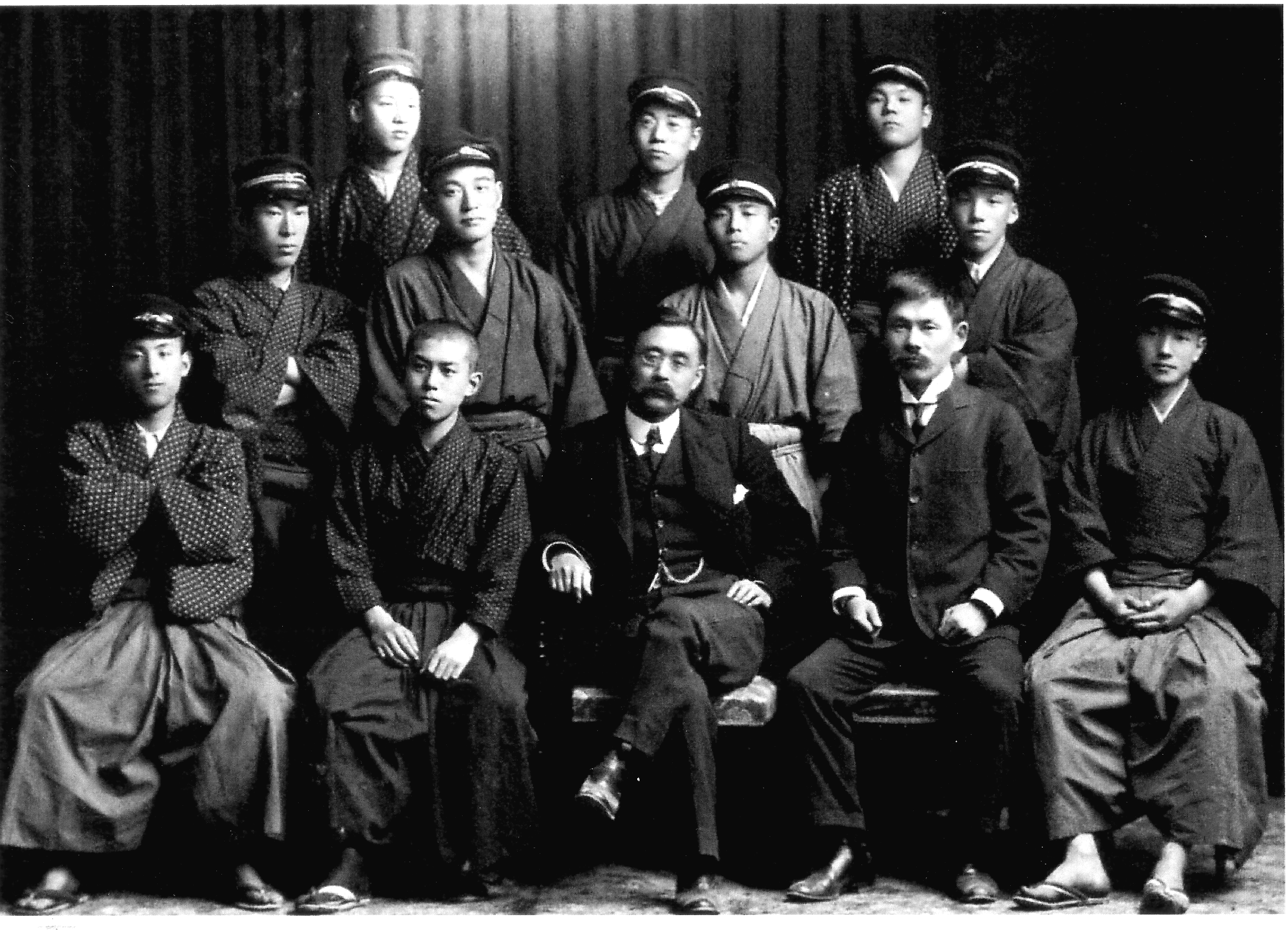
一高文芸部（1908年）

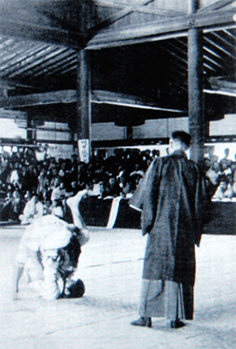
高専柔道（1920年代）

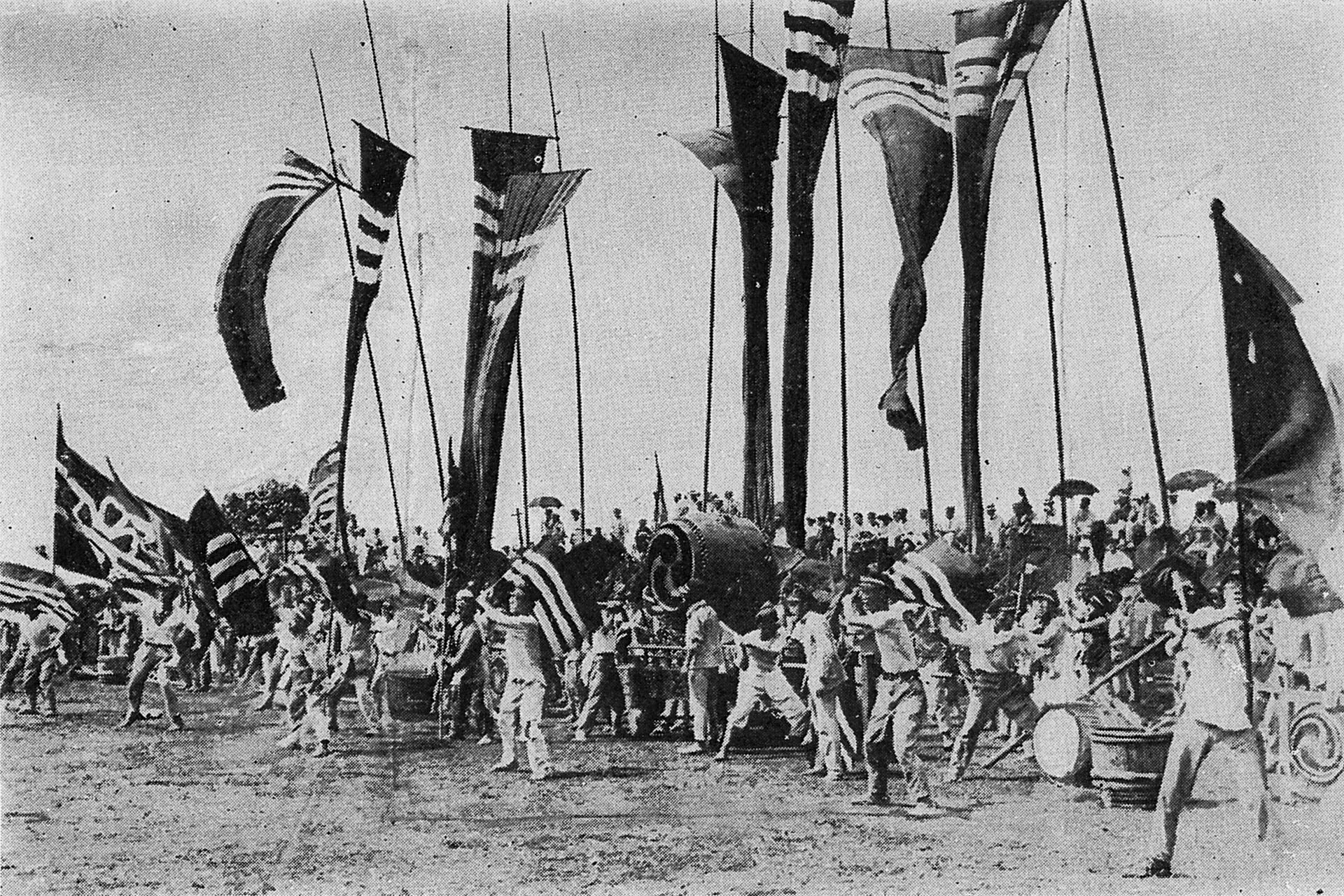
一高三高戦の三高応援団

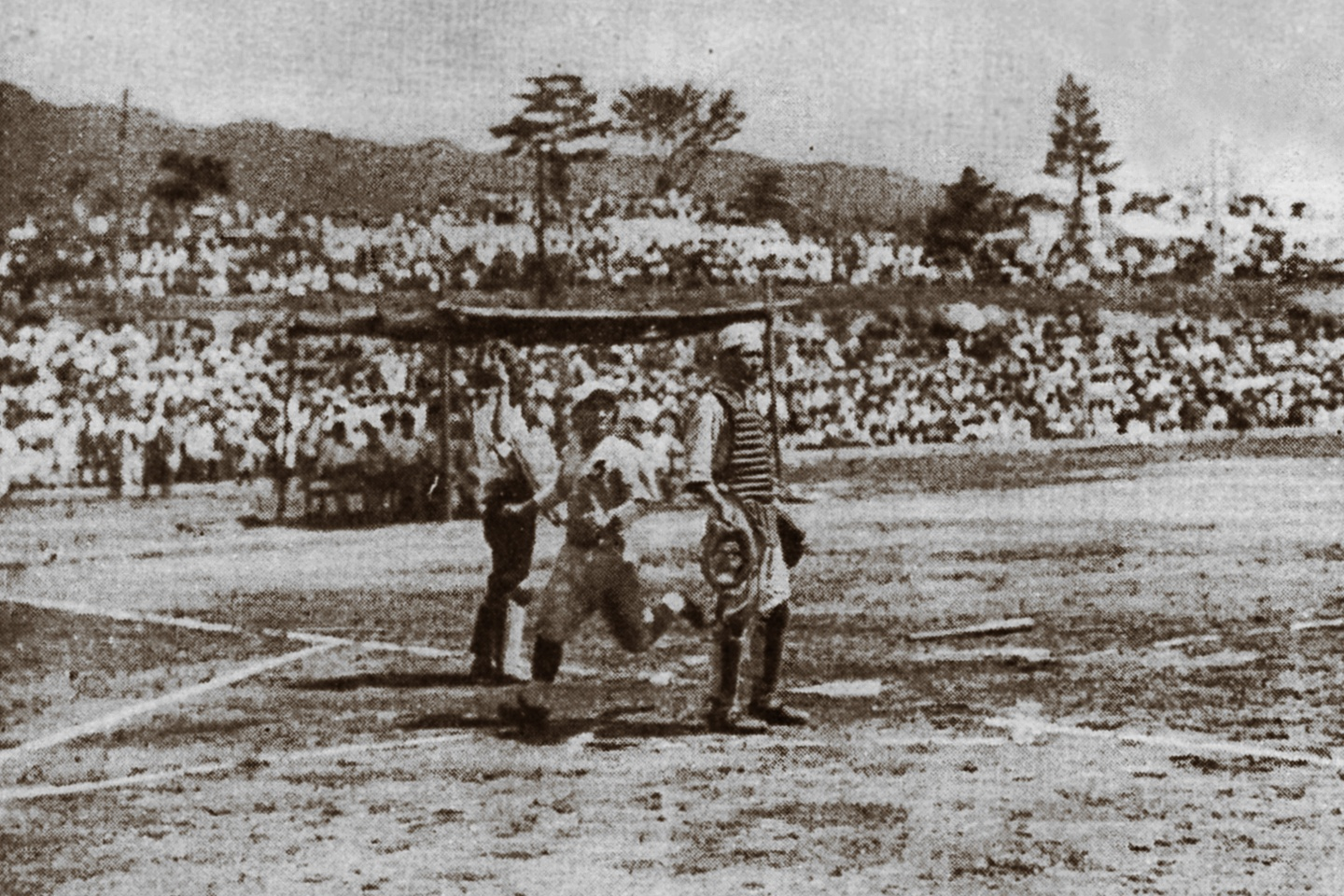
第3回全国高専野球決勝戦（1926年、五高対明大予科）

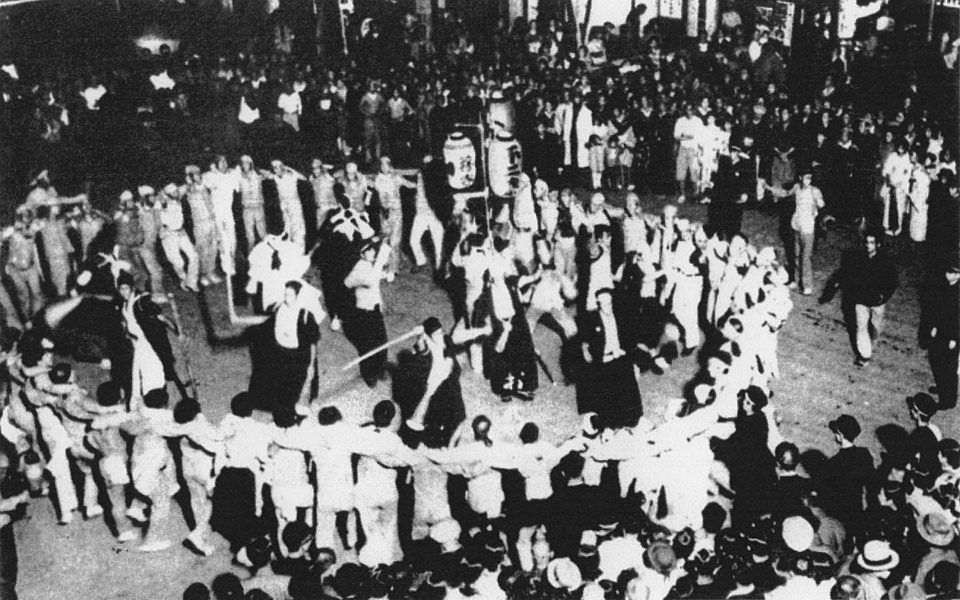
静岡高校の街頭ストーム

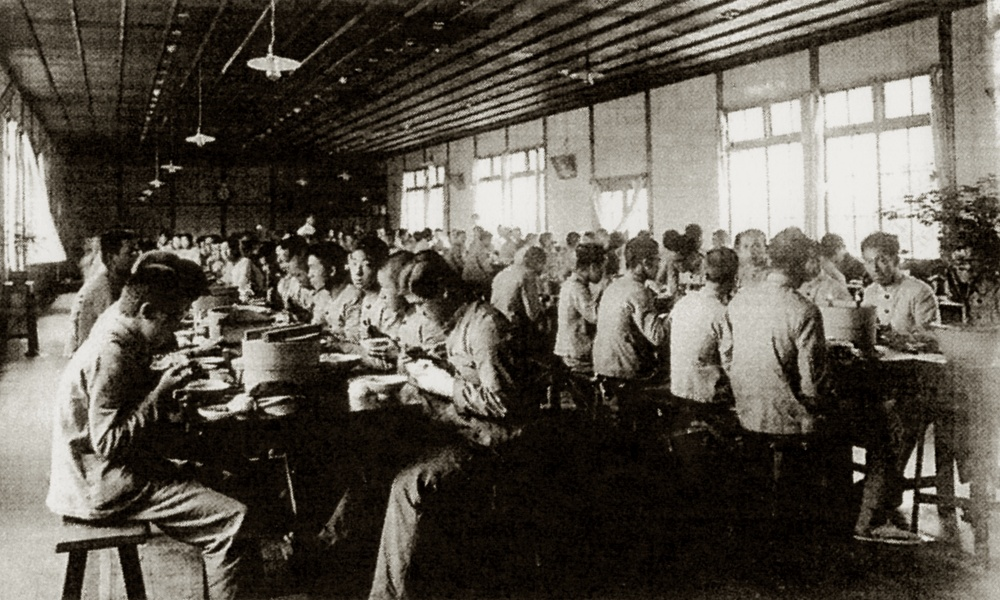
姫路高校白陵寮食堂（1929年頃）

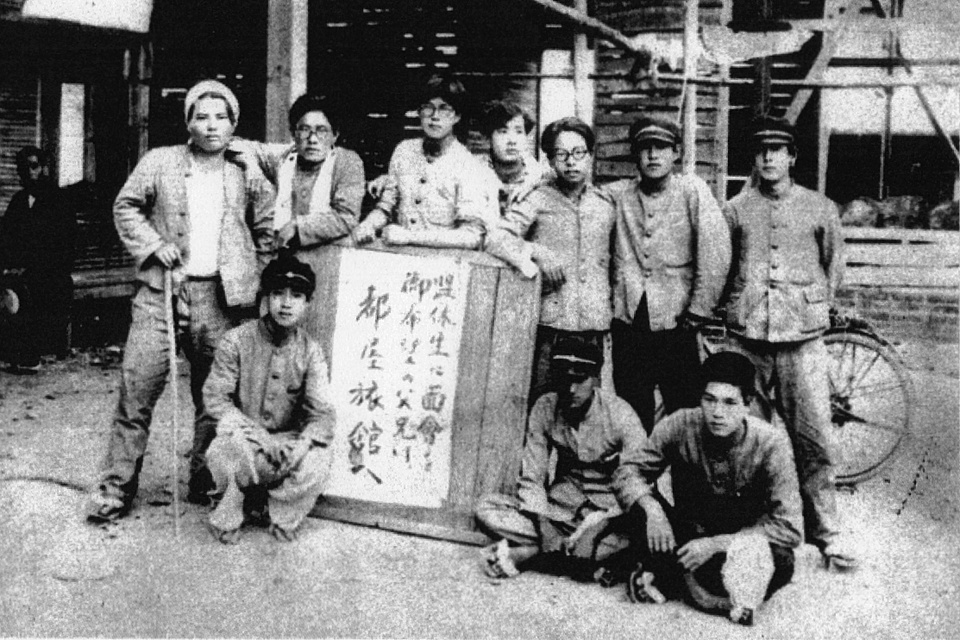
佐賀高校の同盟休校（1930年）

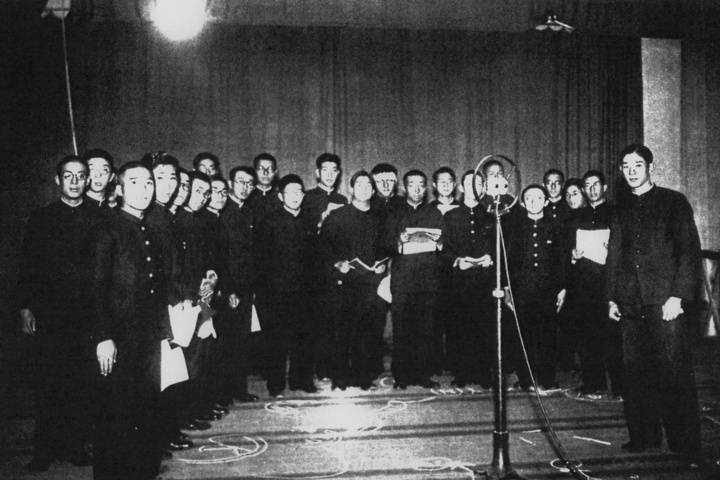
甲南高校グリークラブ（1936年）

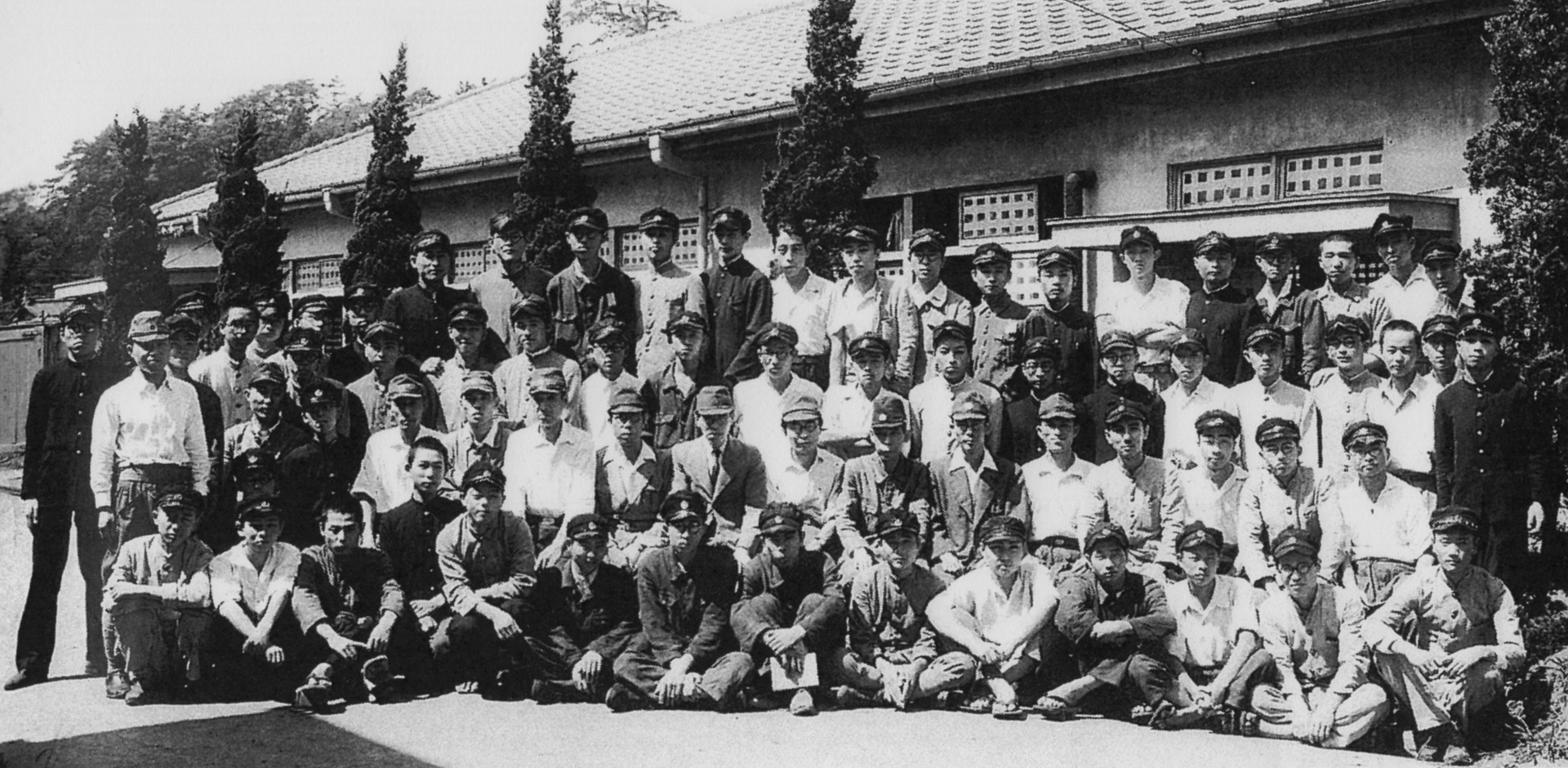
勤労動員先の武蔵高校高等科3年生（1944年）

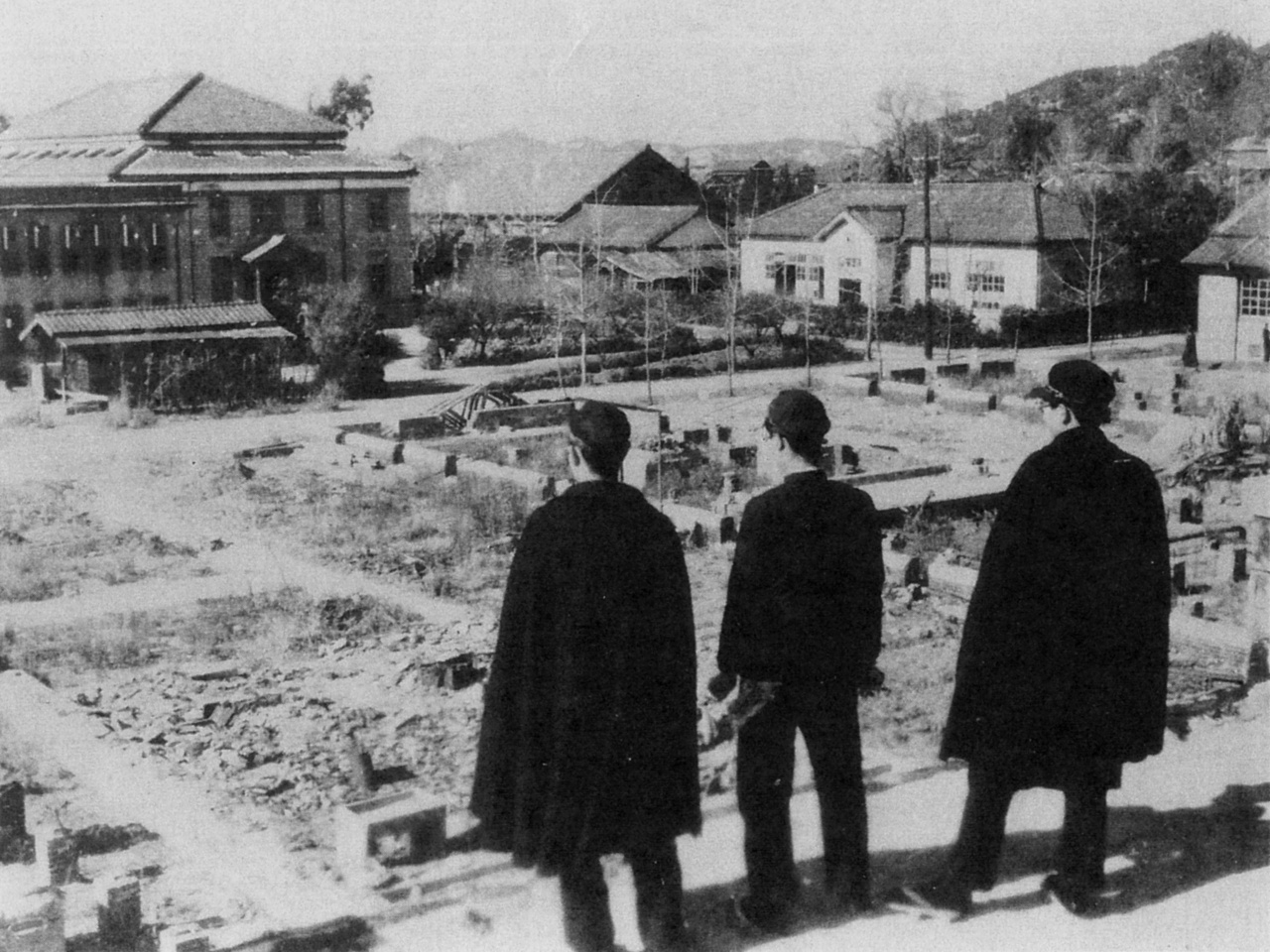
終戦直後の松山高校

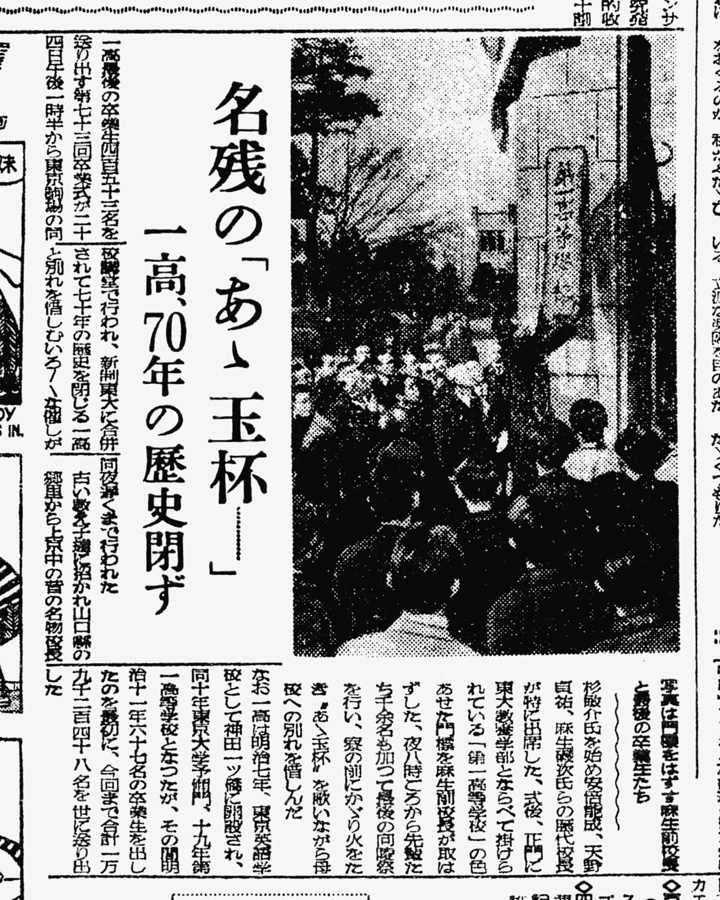
名残の「あゝ玉杯─」 一高、70年の歴史閉ず（『朝日新聞』 1950年3月25日付2面）

- 早坂暁『ダウンタウン・ヒーローズ』 - （1988年映画化）
- 青山光二
  - 『われらが狂風の師』（新潮社）
  - 『青春の賭け 小説織田作之助』（講談社）
- 芥川龍之介『恒藤恭氏』（岩波書店）
- 網代毅『旧制一高と雑誌「世代」の青春』（福武書店）
- あんそろじい旧制高校編纂委員会『あんそろじい旧制高校 全4巻』（国書刊行会）
- 出隆『哲学青年の手記』（彰考書院）
- 石坂洋次郎『青い山脈』（新潮社）
- 井上靖『北の海』（新潮社）
- 井上太郎『旧制高校生の東京敗戦日記』（平凡社）
- 厳平『三高の見果てぬ夢』（思文閣出版）
- 内田百閒『戀文 / 戀日記』（福武書店）
- 梅木薫『平安三里に』（昭和出版）
- 大浦八郎『三高八十年回顧』（関書院）
- 太田算之介『太田伍長の陣中手記』（岩波書店）
- 太田哲男編『暗き時代の抵抗者たち』（同時代社）
- 岡潔『春宵十話』（光文社）
- 織田作之助『青春の逆説』（旺文社）
- 粕谷一希『二十歳にして心朽ちたり』（洋泉社）
- 開高健『青い月曜日』（文藝春秋社）
- 加藤周一・中村眞一郎・福永武彦『1946・文學的考察』（冨山房百科文庫）
- 北杜夫・辻邦生『若き日と文学と』（中央公論社）
- 北杜夫『少年』（中央公論社）
- 木田元『闇屋になりそこねた哲学者』（新潮社）
- 鎌田慧『反骨 - 鈴木東民の生涯』（講談社）
- 河合良成『明治の一青年像』（講談社）
- 川端康成『伊豆の踊子』（岩波書店）
- 神部八百『写真屋監督』（新人物往来社）
- 木下順二『本郷』（講談社）
- 金田一春彦『わが青春の記』（東京新聞出版局）
- 草深会『抗いの青春』（同時代社）
- 熊井啓『私の信州物語』（岩波書店）
- 久米正雄
  - 『受験生の手記』（新潮社）
  - 『母』（新潮社）
  - 『艶書』（新潮社）
  - 『選任』（新潮社）
  - 『文学会』（新潮社）
  - 『鉄拳制裁』（新潮社）
- 旧制静岡高等学校戦没者慰霊事業実行委員会『地のさざめごと』
- 弘津正二『若き哲学徒の手記』（山口書店）
- 小宮豊隆『夏目漱石』（岩波書店）
- 近藤芳美『青春の碑』（筑摩書房）
- 酒井寛『花森安治の仕事』（朝日新聞社）
- 佐々木八郎『青春の遺書』（昭和出版）
- 佐藤紅緑『ああ玉杯に花うけて』（講談社）
- 塩尻公明『或る遺書について』（新潮社）
- 四高・昭七会「文集」刊行事務局『北の都に秋たけて』（四高・昭七会）
- 白鳥邦夫『ある海軍生徒の青春』（三省堂）
- 『舎密』誌研究会『科学と青春の軌跡―焦土に息吹いた三高生の化学クラブ 』（せせらぎ出版 ）
- 末川博『彼の歩んだ道』（岩波書店）
- 杉浦明平『三とせの春は過ぎやすし』（河出書房新社）
- 戦後四高学生史刊行会『戦後四高学生史』（勁草書房）
- 高木彬光『わが一高時代の犯罪』（角川書店）
- 高橋治『名もなき道を』（講談社）
- 高橋義孝『叱言たわごと独り言』（新潮社）
- 高見順『混濁の浪 わが一高時代』（構想社）
- 太宰治『学生群』（筑摩書房）
- 多田晋『青春の栄光と苦悩』（北國新聞社出版局）
- 高部鐡也『燃えつまみれつ』（文芸社）
- 武田泰淳『身心快楽』（講談社）
- 檀一雄『わが青春の秘密』（新潮社）
- 辻邦生『生きて愛するために』（メタローグ）
- 寺田寅彦
  - 『夏目漱石先生の追憶』（岩波書店）
  - 『花物語』（岩波書店）
- 土屋祝郎『紅萌ゆる』（岩波書店）
- 戸川幸夫『ひかり北地に』（都朋社）
- ドナルド・T・ローデン『友の憂いに吾は泣く（上・下）』（講談社）
- 中島欣也『破帽と軍帽』（恒文社）
- 中野重治
  - 『歌のわかれ』（筑摩書房）
  - 『むらぎも』（講談社）
- 中野孝次
  - 『麦熟るる日に』（河出書房新社）
  - 『苦い夏』（河出書房新社）
- 西口克己『廓』（三一書房）
- 中野万亀子『明治四十三年京都』（新曜社）
- 西山夘三
  - 『あゝ楼台の花に酔う』（筑摩書房）
  - 『住み方の記』（文藝春秋→筑摩書房）
- 日本戦没学生記念会 編『きけわだつみのこえ』（岩波文庫）
- 野坂昭如『行き暮れて雪』（中央公論社）
- 「八月十五日の青春」刊行会『八月十五日の青春』（「八月十五日の青春」刊行会）
- 浜田正秀『わが青春のオペレッタ』（国書刊行会）
- 原口統三『二十歳のエチュード』（角川書店）
- 林尹夫『わがいのち月明に燃ゆ』（筑摩書房）
- 花田大五郎『五高時代の思出』（日本談義社）
- 柊和典『ケンチとすみれ』（河出書房新社）
- 蛭川幸茂
  - 『落伍教師』（中林出版）
  - 『続 落伍教師』（中林出版）
- 藤寿々夢『マイネ・リーベ』（一心社）
- 藤枝静男『春の水』（筑摩書房）
- 藤代肇『春の遺跡』（昭和出版）
- 古山高麗雄『袖すりあうも』（小沢書店）
- 堀辰雄『燃ゆる頬』（筑摩書房）
- 松田道雄
  - 『私の読んだ本』（岩波書店）
  - 『花洛』（岩波書店）
- 水野潤一『旧制高校めし炊き青春譜』（東洋経済新報社）
- 向井敏『開高健 青春の闇』（文藝春秋）
- 藻岩豊平『一高魂物語』（賢文社）
- 森岡清美『決死の世代と青春』（新地書房）
- 森嶋通夫『血にコクリコの花咲けば』（朝日新聞社）
- 文部省『左傾學生生徒の手記』（復刻：新興出版社）
- 和田稔『わだつみのこえ消えることなく』（角川書店）
- 安田春雄『下学上達の歩み』（本の風景社）
- 保田與重郎『日本浪漫主義の時代』（新学社）
- 八波直則『私の慕南歌』（雄津書房）
- 山極圭司『青春三十年』（朝日新聞社）
- 山田洋次『映画館（こや）がはねて』（中央公論新社）
- 湯川秀樹・井島勉・川端弥之助『京都 わが幼き日の・・・』（中外書房）
- 横井幸雄『北の都漕艇歌』（新日本法規出版）
- 吉岡秀明『京都 綾小路通』（淡交社）
- ロバート・クラウダー『わが失われし日本』（葦書房）
- 室積光『記念試合』（小学館）

漫画
- 木原敏江『摩利と新吾』
- 左萱（中国語版）『芭蕉の芽』（蓋亞文化）[29]

### 映像作品
テレビドラマ
- 『ケンチとすみれ』（日本放送協会、1967年12月 - 1968年9月 毎週火曜 20:00 - 21:00）

あらすじ：余裕しゃくしゃくをモットーとするケンチの生活と意見を、旧制高校時代から家族6人を養うサラリーマン生活までを明るく描く新形式のハウスドラマ。住生活に関する関心、人間の生長、家族の討論の三要素を中心に展開される（NHK高知制作のパネルより）。
映画
- 小津安二郎監督『東京の合唱』（松竹蒲田作品、1931年）

主人公の岡島伸二（岡田時彦）が旧制第一高等学校生時代の体操授業風景より物語が始まり、ラスト同窓会の場面では一高寮歌を高唱する。俳優の口の動きを看れば寮歌「嗚呼玉杯」を歌っているのであるが、字幕に映し出されるのは、寮歌「光まばゆき春なれど」の歌詞である。監督が選んだのは、その3番「三年の春は過ぎ易し 花くれなゐの顔（かんばせ）も いま別れてはいつか見む この世の旅は長けれど 橄欖の花散る下に 再び語ることやある」の一節であった。DVD化されている。
- 五所平之助監督『恋の花咲く 伊豆の踊子』（松竹蒲田作品、1933年）

一高生・水原の役を務めるのは大日方伝。ビデオ化されている（DVD化なし）。
- 稲垣浩監督『無法松の一生』（大映京都作品、1943年）

主人公の松五郎（阪東妻三郎）に可愛がられて育った泣き虫「ボンボン」吉岡敏男（川村禾門）も、旧制小倉中学校から旧制第五高等学校に進学する。初めての夏休みには五高の教官を連れて帰郷してくる。DVD化されている。
- 今井正監督『青い山脈』（東宝・藤本プロ、1949年）

池部良が演じる金谷六助は旧制高校生。高部鐡也著『燃えつまみれつ』（文芸社）によれば、原作の舞台は東北、青森あたりだが、監督の考えによりロケは静岡、伊豆あたりとなった。今井監督は旧制水戸高等学校出身。DVD化されている。
- 関川秀雄監督『わが一高時代の犯罪』（東映、1951年）

高木彬光原作。軍国の弾圧に打ちひしがれた若き一高生の痛恨、陰謀に振り廻される純愛の乙女。かつての日本の学徒を描いて余す所なき雄大なる問題作（映連データベースより）。関川監督は旧制新潟高等学校中退。ビデオ化もDVD化もなされていない。
- 新藤兼人監督『愛妻物語』（大映京都作品、1951年）

主人公の沼崎敬太（宇野重吉）とその妻孝子が住まいする京都市内の町家・長屋には、旧制第三高等学校生も住んでいたが、学徒兵として、長屋住人たちの歌う「紅もゆる」に送られながら出征する。夫婦の隣の家に住む友禅染の下絵職人「安さん」（殿山泰司）が、辛い下積み時代の沼崎を励まして歌うのは「人を恋ふる歌」。京都の、都市開発される前の姿を観ることが出来る。DVD化されている。
- 吉村公三郎監督『夜の河』（大映東京、1956年）

主人公舟木きわ（山本富士子）が、不倫相手の阪大教授竹村幸雄（上原謙）と二人で先斗町の開陽亭でお茶を飲んだ後、八坂神社を通って竹村の向かう同窓会の会場まで一緒に歩く。会場となっている料亭左阿彌の門脇に立てかけられた看板には「第三高等学校第四十六回卒業生」の文字が見える。京都の、都市開発される前の姿を観ることが出来る。DVD化されている。
- 吉村公三郎監督『地上』（大映東京作品、1957年）

旧制金沢第二中学校生の主人公大河平一郎（川口浩）がリーベ（恋慕）している吉倉和歌子（野添ひとみ）には、旧制第四高等学校生の兄（川崎敬三）が居て、二人の恋路を応援している。非戦災都市である金沢の、都市開発される前の姿を観ることが出来る。DVD化されている。
- 中村登監督『いたづら』（松竹大船作品、1959年）

八波直則『私の慕南歌』（雄津書房）に掲載されている筋書きによると、「旧制中学の二人の英語教師（高橋貞二・杉浦直樹）と連隊長の娘（有馬稲子）の間に繰り広げられるそこはかとないラブロマンスですが、この舞台回しに偽のラブレターが巧みに使われる。また、ヒロインの弟（山本豊三）が旧制高知高校生で、彼を中心にクラスメートが桂浜で盛大にファイアストームをやる場面がある。もちろん高知大生がエキストラで大挙出演。私も中村監督にストームのやり方を教えたり、竜馬像の横に組んだヤグラの上から出す監督の指示を、中継して実際に演技をつけるなど『まるで監督の監督だ』と笑い合ったものでした。このシーンに慕南歌と豪気節が使われたのですが、それも正調でなければならんと土佐電気製鋼の仙頭道夫君（16文）などがエキストラたちをわざわざ特訓した。なかなか見事な出来栄えでした。」なお、この作品はビデオ化もDVD化もなされていない。
- 渋谷実監督『好人好日』（松竹大船作品、1961年）

奈良市にある大学の数学教授尾関等（笠智衆）が、妻の節子（淡島千景）と文化勲章拝受のため夫婦で上京した折、妻の旧友（高峰三枝子）が女将を務めるお店に食事に行き、一人酔いが回って旧制第一高等学校寮歌「嗚呼玉杯」を高唱する場面がある。投宿先は旧制東京帝国大学生時代に住んでいた下宿。主人公のモデルは岡潔（当時奈良女子大学教授）。奈良の、都市開発される前の姿を観ることが出来る。VHS化されているが、DVD化はされていない。
- 田坂具隆監督『五番町夕霧楼』（東映東京作品、1963年）

京都市内、千本通りにあったカフェー天久（1923年開店、1986年閉店）での場面。ボックス席に陣取った旧制第三高等学校卒業生が「紅もゆる」を高唱している。田坂監督は旧制第三高等学校中退。DVD化されている。
- 山田洋次監督『ダウンタウン・ヒーローズ』（松竹作品、1988年）

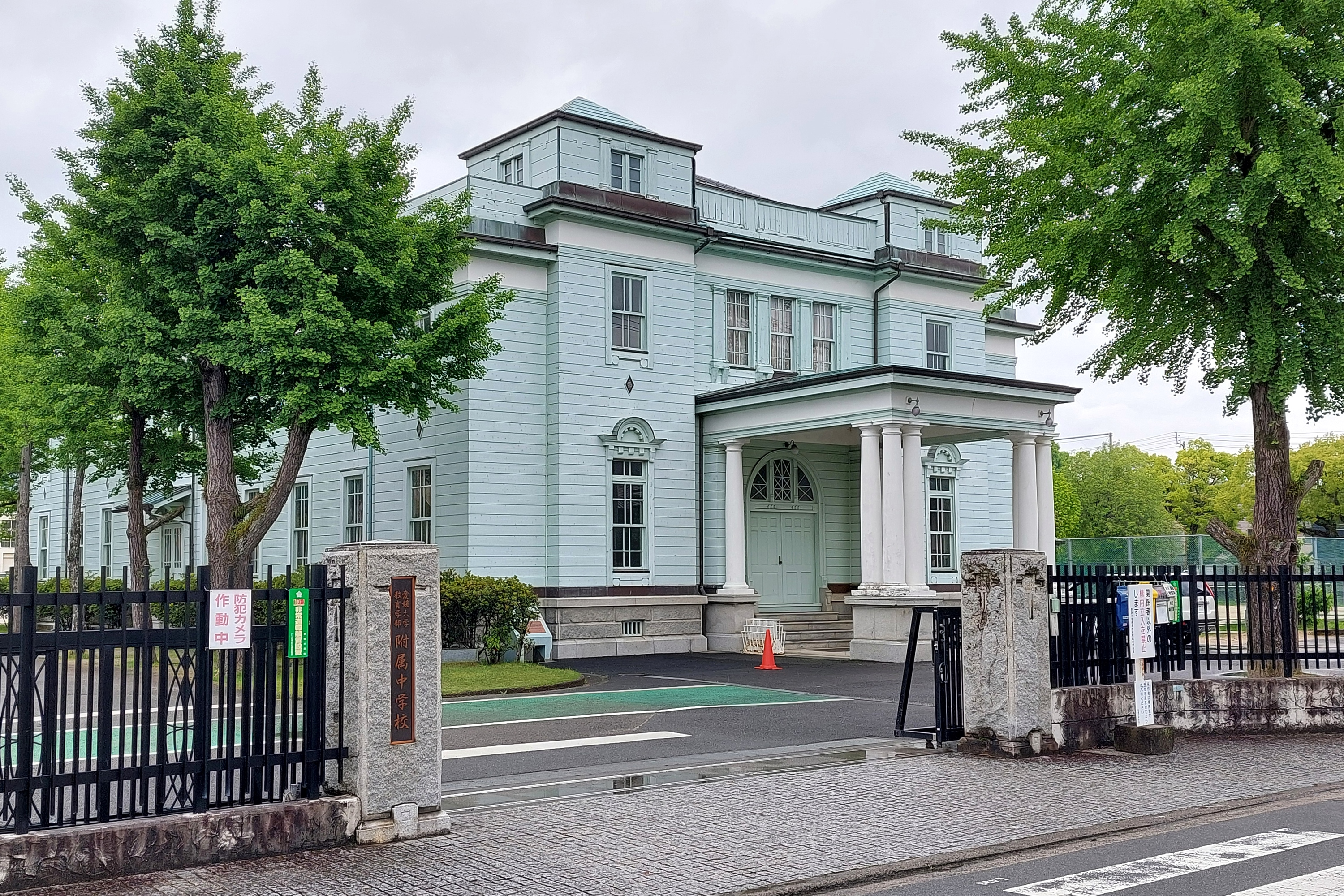
章光堂（旧制松山高等学校講堂）

早坂暁の同名自伝的小説を、同年代の山田洋次監督が映画的に脚色しドラマ化した作品。学制改革直前の旧制松山高等学校が舞台。原寸大の三光寮（一部）のオープンセットが建てられた他、旧制松山高等学校の講堂・章光堂（現在は愛媛大学教育学部附属中学校の講堂となっている）で、寮祭劇や寮生演説の場面が撮影された。インターハイ後のファイヤーストームの場面などには、新制愛媛大学の学生エキストラが参加している。山田監督は旧制山口高等学校出身。写真集「白線帽の青春」（国書刊行会）に掲載の監督のエッセイによれば、「ぼくは現在（1988年）旧制高校を舞台にした映画を作っている。原作者は松山高校出身の早坂暁氏である。松山高校が舞台だから、当然松高の寮歌や応援歌がくり返し映画の中で歌われるが、インターハイで戦う相手の、山口高校生も登場して、鴻南寮の寮歌を歌うシーンがある。手をうち、足をふみならしての、あの独特の歌い方を、今の若い俳優たちに理解させるのはなかなか難しい。たまりかねて、大勢の若ものたちの間にとびこみ、足をあげ、手をふりつつ踊ってみせたりするうちに、ふと甘酸っぱい、なにかもの悲しいような感傷に包まれたものである。青春はうつろい易く、二度と帰らぬ、などという言葉を、あの頃のぼくたちは、どんな思いで呟いていたのだろうか（昭和24年文甲修了）」当作品は、DVD化されている。
- 神山征二郎監督『北辰斜にさすところ』（2007年）

第七高等学校造士館が舞台。